# Liste der Mitglieder des US-Repräsentantenhauses aus Ohio
Diese Liste führt alle Politiker auf, die seit 1799 für das Nordwestterritorium und später für den Bundesstaat Ohio dem Repräsentantenhaus der Vereinigten Staaten angehört haben. Nach dem Beitritt des Staates zur Union im Jahr 1803 existierte zunächst nur ein Kongresswahlbezirk, in dem der jeweilige Abgeordnete staatsweit („at large“) gewählt wurde. Bereits die Anpassung nach der nächsten Volkszählung führte zu einem Anstieg auf sechs Mandate (Sitze) ab dem Jahr 1813. Nach einem weiteren Anwachsen der Bevölkerungszahl wurde von 1843 bis 1863 der zwischenzeitliche Höchststand von 21 Mitgliedern im Repräsentantenhaus erreicht. Diese Zahl ging in der Folge zunächst leicht wieder zurück, stieg dann aber wieder an. Die Höchstmarke von 24 Abgeordneten hatte von 1933 bis 1943 sowie von 1963 bis 1973 Bestand. Seitdem trat ein stetiger Rückgang ein; seit dem Jahr 2023 stellt Ohio lediglich noch 15 Abgeordnete in Washington.

Gewählt wurde in der Regel getrennt nach Wahlbezirken. Von 1913 bis 1915, von 1943 bis 1953 sowie von 1963 bis 1967 wurde ein Mandat staatsweit vergeben, zwischen 1933 und 1943 deren zwei.
Mit William Henry Harrison, Rutherford B. Hayes, James A. Garfield und William McKinley saßen vier spätere US-Präsidenten für Ohio im Repräsentantenhaus. Bemerkenswert in dieser Reihe ist die Tatsache, dass drei der vier erwähnten Präsidenten entweder im Amt ermordet wurden oder im Amt verstarben. Einzig Rutherford Hayes überstand seine Amtszeit lebend.

## Delegierte des Nordwestterritoriums (1799–1803)
| Name                   | Amtszeit                           | Partei                |
| ---------------------- | ---------------------------------- | --------------------- |
| William Henry Harrison | 4. März 1799 bis 14. Mai 1800      | Democratic Republican |
| William McMillan       | 24. November 1800 bis 3. März 1801 | parteilos             |
| Paul Fearing           | 4. März 1801 bis 3. März 1803      | Föderalist            |

## 1. Sitz (seit 1803)

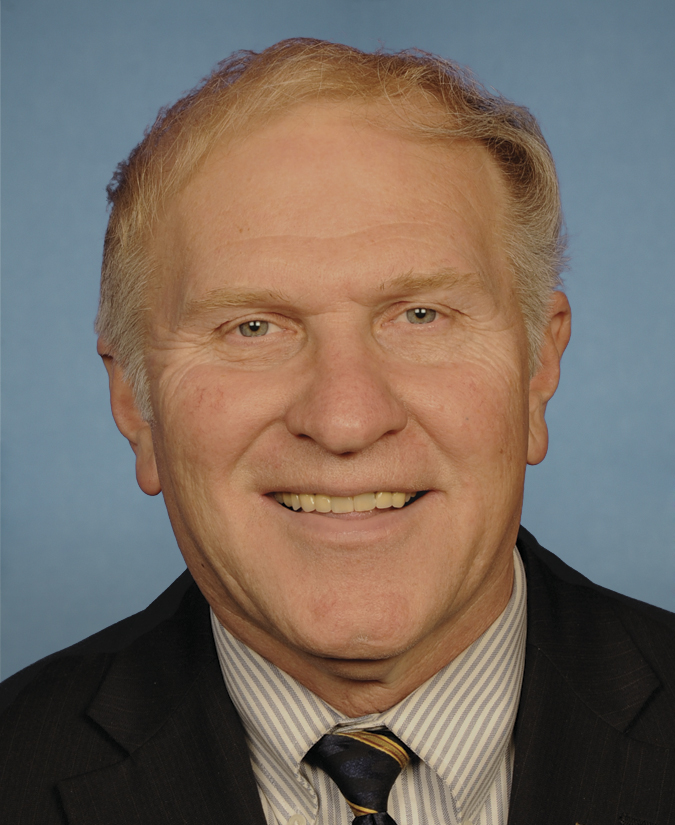
Steve Chabot, derzeitiger Vertreter des ersten Kongresswahlbezirks von Ohio

| Name                       | Amtszeit                            | Partei                |
| -------------------------- | ----------------------------------- | --------------------- |
| Jeremiah Morrow            | 17. Oktober 1803 bis 3. März 1813   | Democratic Republican |
| John McLean                | 4. März 1813 bis Februar 1816       | Democratic Republican |
| William Henry Harrison     | 8. Oktober 1816 bis 3. März 1819    | Democratic Republican |
| Thomas Randolph Ross       | 4. März 1819 bis 3. März 1823       | Democratic Republican |
| James William Gazlay       | 4. März 1823 bis 3. März 1825       | Democratic Republican |
| James Findlay              | 4. März 1825 bis 3. März 1833       | Demokrat              |
| Robert Todd Lytle          | 4. März 1833 bis 3. März 1835       | Demokrat              |
| Bellamy Storer             | 4. März 1835 bis 3. März 1837       | Whig                  |
| Alexander Duncan           | 4. März 1837 bis 3. März 1841       | Demokrat              |
| Nathanael Greene Pendleton | 4. März 1841 bis 3. März 1843       | Whig                  |
| Alexander Duncan           | 4. März 1843 bis 3. März 1845       | Demokrat              |
| James John Faran           | 4. März 1845 bis 3. März 1849       | Demokrat              |
| David Tiernan Disney       | 4. März 1849 bis 3. März 1855       | Demokrat              |
| Timothy Crane Day          | 4. März 1855 bis 3. März 1857       | Opposition Party      |
| George Hunt Pendleton      | 4. März 1857 bis 3. März 1865       | Demokrat              |
| Benjamin Eggleston         | 4. März 1865 bis 3. März 1869       | Republikaner          |
| Peter Wilson Strader       | 4. März 1869 bis 3. März 1871       | Demokrat              |
| Aaron Fyfe Perry           | 4. März 1871 bis 1872               | Republikaner          |
| Ozro John Dodds            | 8. Oktober 1872 bis 3. März 1873    | Demokrat              |
| Milton Sayler              | 4. März 1873 bis 3. März 1879       | Demokrat              |
| Benjamin Butterworth       | 4. März 1879 bis 3. März 1883       | Republikaner          |
| John Fassett Follett       | 4. März 1883 bis 3. März 1885       | Demokrat              |
| Benjamin Butterworth       | 4. März 1885 bis 3. März 1891       | Republikaner          |
| Bellamy Storer Jr.         | 4. März 1891 bis 3. März 1895       | Republikaner          |
| Charles Phelps Taft        | 4. März 1895 bis 3. März 1897       | Republikaner          |
| William Bunn Shattuc       | 4. März 1897 bis 3. März 1903       | Republikaner          |
| Nicholas Longworth         | 4. März 1903 bis 3. März 1913       | Republikaner          |
| Stanley Eyre Bowdle        | 4. März 1913 bis 3. März 1915       | Demokrat              |
| Nicholas Longworth         | 4. März 1915 bis 9. April 1931      | Republikaner          |
| John Baker Hollister       | 3. November 1931 bis 3. Januar 1937 | Republikaner          |
| Joseph Andrew Dixon        | 3. Januar 1937 bis 3. Januar 1939   | Demokrat              |
| Charles Henry Elston       | 3. Januar 1939 bis 3. Januar 1953   | Republikaner          |
| Gordon Harry Scherer       | 3. Januar 1953 bis 3. Januar 1963   | Republikaner          |
| Carl West Rich             | 3. Januar 1963 bis 3. Januar 1965   | Republikaner          |
| John Joyce Gilligan        | 3. Januar 1965 bis 3. Januar 1967   | Demokrat              |
| Robert Taft Jr.            | 3. Januar 1967 bis 3. Januar 1971   | Republikaner          |
| William John Keating       | 3. Januar 1971 bis 3. Januar 1974   | Republikaner          |
| Thomas Andrew Luken        | 5. März 1974 bis 3. Januar 1975     | Demokrat              |
| Willis David Gradison      | 3. Januar 1975 bis 3. Januar 1983   | Republikaner          |
| Thomas Andrew Luken        | 3. Januar 1983 bis 3. Januar 1991   | Demokrat              |
| Charles J. Luken           | 3. Januar 1991 bis 3. Januar 1993   | Demokrat              |
| David Scott Mann           | 3. Januar 1993 bis 3. Januar 1995   | Demokrat              |
| Steven Chabot              | 3. Januar 1995 bis 3. Januar 2009   | Republikaner          |
| Steven L. Driehaus         | 3. Januar 2009 bis 3. Januar 2011   | Demokrat              |
| Steven Chabot              | 3. Januar 2011 –                    | Republikaner          |

## 2. Sitz (seit 1813)

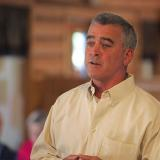
Brad Wenstrup, derzeitiger Vertreter des zweiten Kongresswahlbezirks von Ohio

| Name                              | Amtszeit                             | Partei                |
| --------------------------------- | ------------------------------------ | --------------------- |
| John Alexander                    | 4. März 1813 bis 3. März 1817        | Democratic Republican |
| John Wilson Campbell              | 4. März 1817 bis 3. März 1823        | Democratic Republican |
| Thomas Randolph Ross              | 4. März 1823 bis 3. März 1825        | Democratic Republican |
| John Woods                        | 4. März 1825 bis 3. März 1829        | Nationalrepublikaner  |
| James Shields                     | 4. März 1829 bis 3. März 1831        | Demokrat              |
| Thomas Corwin                     | 4. März 1831 bis 3. März 1833        | Nationalrepublikaner  |
| Taylor Webster                    | 4. März 1833 bis 3. März 1839        | Demokrat              |
| John B. Weller                    | 4. März 1839 bis 3. März 1845        | Demokrat              |
| Francis Alanson Cunningham        | 4. März 1845 bis 3. März 1847        | Demokrat              |
| David Fisher                      | 4. März 1847 bis 3. März 1849        | Whig                  |
| Lewis Davis Campbell              | 4. März 1849 bis 3. März 1853        | Whig                  |
| John Scott Harrison               | 4. März 1853 bis 3. März 1857        | Whig                  |
| William Slocum Groesbeck          | 4. März 1857 bis 3. März 1859        | Demokrat              |
| John Addison Gurley               | 4. März 1859 bis 3. März 1863        | Republikaner          |
| Alexander Long                    | 4. März 1863 bis 3. März 1865        | Demokrat              |
| Rutherford Birchard Hayes         | 4. März 1865 bis 20. Juli 1867       | Republikaner          |
| Samuel Fenton Cary                | 21. November 1867 bis 3. März 1869   | Unabhängiger          |
| Job Evans Stevenson               | 4. März 1869 bis 3. März 1873        | Republikaner          |
| Henry Blackstone Banning          | 4. März 1873 bis 3. März 1879        | Liberalrepublikaner   |
| Thomas Lowry Young                | 4. März 1879 bis 3. März 1883        | Republikaner          |
| Isaac M. Jordan                   | 4. März 1883 bis 3. März 1885        | Demokrat              |
| Charles Elwood Brown              | 4. März 1885 bis 3. März 1889        | Republikaner          |
| John Alexander Caldwell           | 4. März 1889 bis 4. Mai 1894         | Republikaner          |
| Jacob Henry Bromwell              | 3. Dezember 1894 bis 3. März 1903    | Republikaner          |
| Herman Philip Goebel              | 4. März 1903 bis 3. März 1911        | Republikaner          |
| Alfred Gaither Allen              | 4. März 1911 bis 3. März 1917        | Demokrat              |
| Victor Heintz                     | 4. März 1917 bis 3. März 1919        | Republikaner          |
| Ambrose Everett Burnside Stephens | 4. März 1919 bis 12. Februar 1927    | Republikaner          |
| Charles Tatgenhorst               | 8. November 1927 bis 3. März 1929    | Republikaner          |
| William Emil Hess                 | 4. März 1929 bis 3. Januar 1937      | Republikaner          |
| Herbert Seely Bigelow             | 3. Januar 1937 bis 3. Januar 1939    | Demokrat              |
| William Emil Hess                 | 3. Januar 1939 bis 3. Januar 1949    | Republikaner          |
| Earl Thomas Wagner                | 3. Januar 1949 bis 3. Januar 1951    | Demokrat              |
| William Emil Hess                 | 3. Januar 1951 bis 3. Januar 1961    | Republikaner          |
| Donald Daniel Clancy              | 3. Januar 1961 bis 3. Januar 1977    | Republikaner          |
| Thomas Andrew Luken               | 3. Januar 1977 bis 3. Januar 1983    | Demokrat              |
| Willis David Gradison             | 3. Januar 1983 bis 31. Januar 1993   | Republikaner          |
| Robert Jones Portman              | 4. Mai 1993 bis 17. Mai 2005         | Republikaner          |
| Jeannette Marie Hoffman Schmidt   | 6. September 2005 bis 3. Januar 2013 | Republikaner          |
| Brad Robert Wenstrup              | 3. Januar 2013 –                     | Republikaner          |

## 3. Sitz (seit 1813)

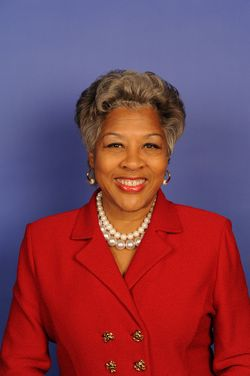
Joyce Beatty, derzeitige Vertreterin des dritten Kongresswahlbezirks von Ohio

| Name                       | Amtszeit                            | Partei                |
| -------------------------- | ----------------------------------- | --------------------- |
| William Creighton          | 4. März 1813 bis 3. März 1817       | Democratic Republican |
| Levi Barber                | 4. März 1817 bis 3. März 1819       | Democratic Republican |
| Henry Brush                | 4. März 1819 bis 3. März 1821       | Democratic Republican |
| Levi Barber                | 4. März 1821 bis 3. März 1823       | Democratic Republican |
| William McLean             | 4. März 1825 bis 3. März 1829       | Nationalrepublikaner  |
| Joseph Halsey Crane        | 4. März 1829 bis 3. März 1837       | Nationalrepublikaner  |
| Patrick Gaines Goode       | 4. März 1837 bis 3. März 1843       | Whig                  |
| Robert Cumming Schenck     | 4. März 1843 bis 3. März 1851       | Whig                  |
| Hiram Bell                 | 4. März 1851 bis 3. März 1853       | Whig                  |
| Lewis Davis Campbell       | 4. März 1853 bis 25. Mai 1858       | Whig                  |
| Clement Laird Vallandigham | 25. Mai 1858 bis 3. März 1863       | Demokrat              |
| Robert Cumming Schenck     | 4. März 1863 bis 5. Januar 1871     | Republikaner          |
| Lewis Davis Campbell       | 4. März 1871 bis 3. März 1873       | Demokrat              |
| John Quincy Smith          | 4. März 1873 bis 3. März 1875       | Republikaner          |
| John Simpson Savage        | 4. März 1875 bis 3. März 1877       | Demokrat              |
| Mills Gardner              | 4. März 1877 bis 3. März 1879       | Republikaner          |
| John A. McMahon            | 4. März 1879 bis 3. März 1881       | Demokrat              |
| Henry Lee Morey            | 4. März 1881 bis 3. März 1883       | Republikaner          |
| Robert Maynard Murray      | 4. März 1883 bis 3. März 1885       | Demokrat              |
| James Edwin Campbell       | 4. März 1885 bis 3. März 1887       | Demokrat              |
| Elihu Stephen Williams     | 4. März 1887 bis 3. März 1891       | Republikaner          |
| George Washington Houk     | 4. März 1891 bis 9. Februar 1894    | Demokrat              |
| Paul John Sorg             | 21. Mai 1894 bis 3. März 1897       | Demokrat              |
| John Lewis Brenner         | 4. März 1897 bis 3. März 1901       | Demokrat              |
| Robert Murphy Nevin        | 4. März 1901 bis 3. März 1907       | Republikaner          |
| John Eugene Harding        | 4. März 1907 bis 3. März 1909       | Republikaner          |
| James Middleton Cox        | 4. März 1909 bis 12. Januar 1913    | Demokrat              |
| Warren Gard                | 4. März 1913 bis 3. März 1921       | Demokrat              |
| Roy Gerald Fitzgerald      | 4. März 1921 bis 3. März 1931       | Republikaner          |
| Byron Berry Harlan         | 4. März 1931 bis 3. Januar 1939     | Demokrat              |
| Harry Nelson Routzohn      | 3. Januar 1939 bis 3. Januar 1941   | Republikaner          |
| Gregory John Holbrock      | 3. Januar 1941 bis 3. Januar 1943   | Demokrat              |
| Harry Palmer Jeffrey       | 3. Januar 1943 bis 3. Januar 1945   | Republikaner          |
| Edward Joseph Gardner      | 3. Januar 1945 bis 3. Januar 1947   | Demokrat              |
| Raymond Hugh Burke         | 3. Januar 1947 bis 3. Januar 1949   | Republikaner          |
| Edward Grimes Breen        | 3. Januar 1949 bis 1. Oktober 1951  | Demokrat              |
| Paul Fornshell Schenck     | 6. November 1951 bis 3. Januar 1965 | Republikaner          |
| Rodney Marvin Love         | 3. Januar 1965 bis 3. Januar 1967   | Demokrat              |
| Charles William Whalen     | 3. Januar 1967 bis 3. Januar 1979   | Republikaner          |
| Tony Patrick Hall          | 3. Januar 1979 bis 3. Januar 2003   | Demokrat              |
| Michael R. Turner          | 3. Januar 2003 bis 3. Januar 2013   | Republikaner          |
| Joyce Marie Beatty         | 3. Januar 2013 –                    | Demokrat              |

## 4. Sitz (seit 1813)

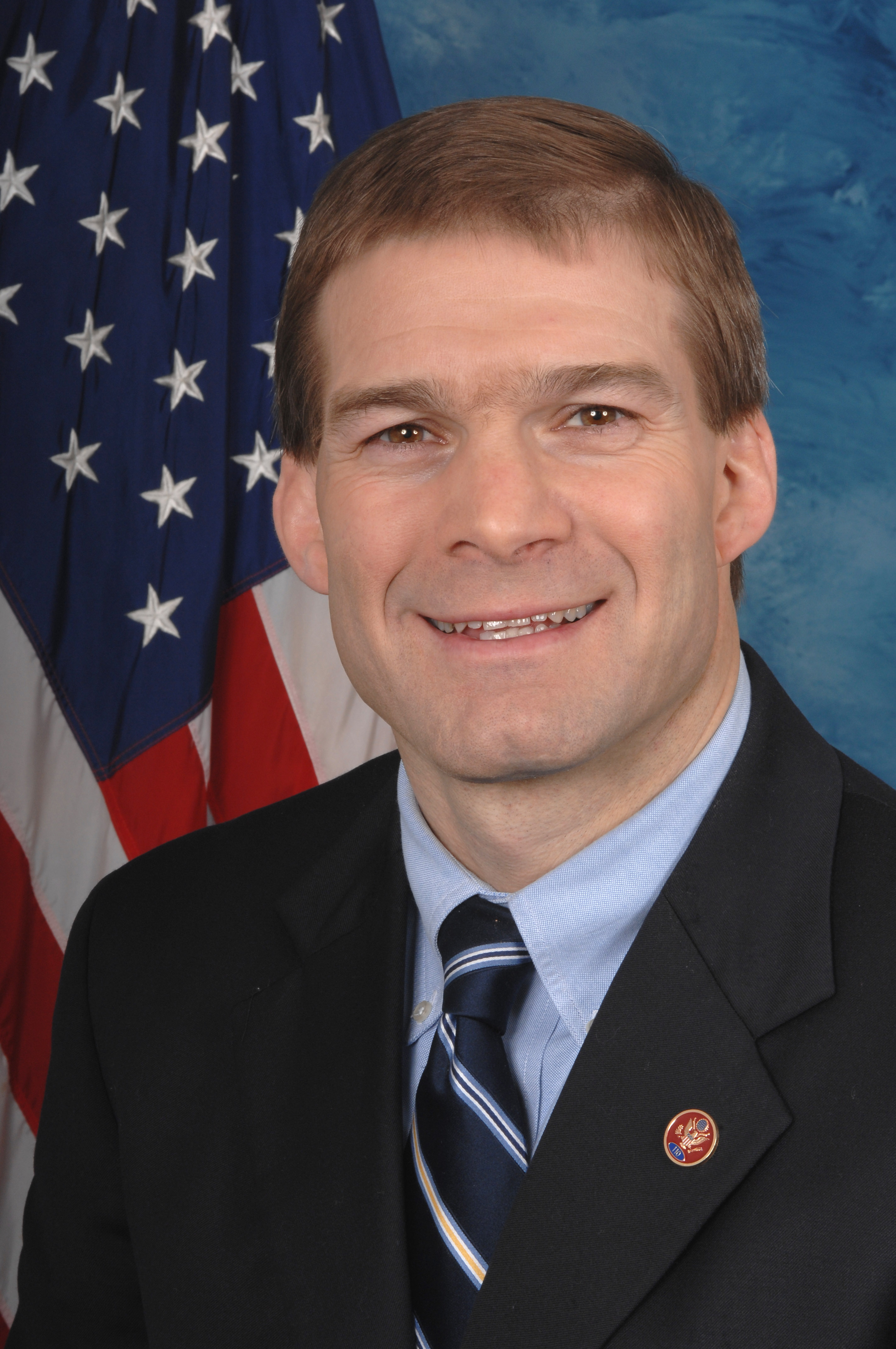
Jim Jordan, derzeitiger Vertreter des vierten Kongresswahlbezirks von Ohio

| Name                        | Amtszeit                             | Partei                |
| --------------------------- | ------------------------------------ | --------------------- |
| James Caldwell              | 4. März 1813 bis 3. März 1817        | Democratic Republican |
| Samuel Herrick              | 4. März 1817 bis 3. März 1821        | Democratic Republican |
| David Chambers              | 9. Oktober 1821 bis 3. März 1823     | Democratic Republican |
| Joseph Vance                | 4. März 1823 bis 3. März 1833        | Nationalrepublikaner  |
| Thomas Corwin               | 4. März 1833 bis 30. Mai 1840        | Nationalrepublikaner  |
| Jeremiah Morrow             | 13. Oktober 1840 bis 3. März 1843    | Whig                  |
| Joseph Vance                | 4. März 1843 bis 3. März 1847        | Whig                  |
| Richard Sprigg Canby        | 4. März 1847 bis 3. März 1849        | Whig                  |
| Moses Bledso Corwin         | 4. März 1849 bis 3. März 1851        | Whig                  |
| Benjamin Stanton            | 4. März 1851 bis 3. März 1853        | Whig                  |
| Matthias H. Nichols         | 4. März 1853 bis 3. März 1859        | Demokrat              |
| William Allen II            | 4. März 1859 bis 3. März 1863        | Demokrat              |
| John Franklin McKinney      | 4. März 1863 bis 3. März 1865        | Demokrat              |
| William Lawrence II         | 4. März 1865 bis 3. März 1871        | Republikaner          |
| John Franklin McKinney      | 4. März 1871 bis 3. März 1873        | Demokrat              |
| Lewis B. Gunckel            | 4. März 1873 bis 3. März 1875        | Republikaner          |
| John A. McMahon             | 4. März 1875 bis 3. März 1879        | Demokrat              |
| Joseph Warren Keifer        | 4. März 1879 bis 3. März 1881        | Republikaner          |
| Emanuel Shultz              | 4. März 1881 bis 3. März 1883        | Republikaner          |
| Benjamin Le Fevre           | 4. März 1883 bis 3. März 1885        | Demokrat              |
| Charles Marley Anderson     | 4. März 1885 bis 3. März 1887        | Demokrat              |
| Samuel S. Yoder             | 4. März 1887 bis 3. März 1891        | Demokrat              |
| Martin Kissinger Gantz      | 4. März 1891 bis 3. März 1893        | Demokrat              |
| Fernando Coello Layton      | 4. März 1893 bis 3. März 1897        | Demokrat              |
| George Alexander Marshall   | 4. März 1897 bis 3. März 1899        | Demokrat              |
| Robert Bryarly Gordon       | 4. März 1899 bis 3. März 1903        | Demokrat              |
| Harvey Cable Garber         | 4. März 1903 bis 3. März 1907        | Demokrat              |
| William Ellsworth Tou Velle | 4. März 1907 bis 3. März 1911        | Demokrat              |
| John Henry Goeke            | 4. März 1911 bis 3. März 1915        | Demokrat              |
| Joshua Edward Russell       | 4. März 1915 bis 3. März 1917        | Republikaner          |
| Benjamin Franklin Welty     | 4. März 1917 bis 3. März 1921        | Demokrat              |
| John Levi Cable             | 4. März 1921 bis 3. März 1925        | Republikaner          |
| William Thomas Fitzgerald   | 4. März 1925 bis 3. März 1929        | Republikaner          |
| John Levi Cable             | 4. März 1929 bis 3. März 1933        | Republikaner          |
| Frank Le Blond Kloeb        | 4. März 1933 bis 19. August 1937     | Demokrat              |
| Walter Hugh Albaugh         | 8. November 1938 bis 3. Januar 1939  | Republikaner          |
| Robert Franklin Jones       | 3. Januar 1939 bis 2. September 1947 | Republikaner          |
| William Moore McCulloch     | 4. November 1947 bis 3. Januar 1973  | Republikaner          |
| Tennyson Guyer              | 3. Januar 1973 bis 12. April 1981    | Republikaner          |
| Michael Garver Oxley        | 25. Juni 1981 bis 3. Januar 2007     | Republikaner          |
| James Daniel „Jim“ Jordan   | 3. Januar 2007 –                     | Republikaner          |

## 5. Sitz (seit 1813)

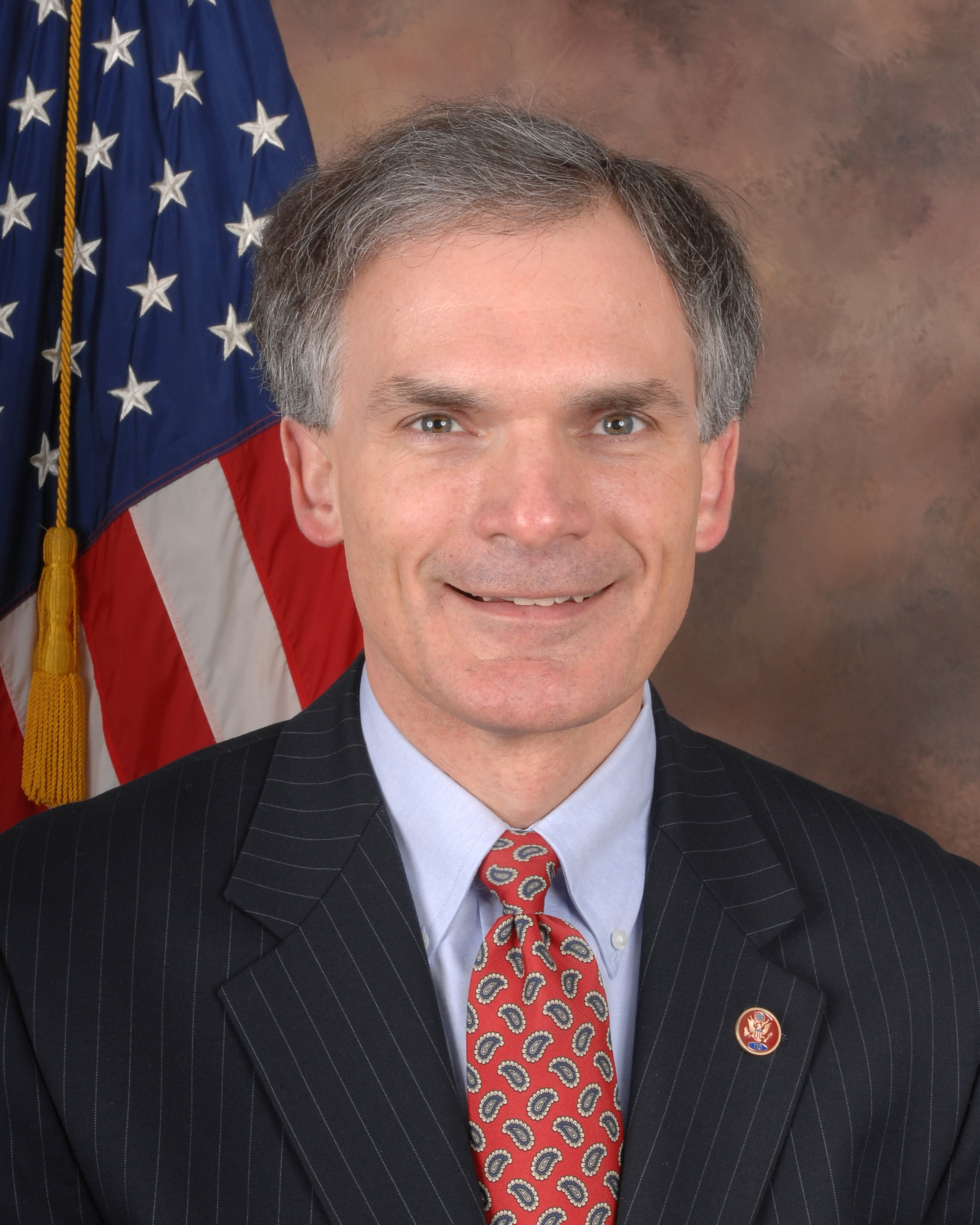
Bob Latta, derzeitiger Vertreter des fünften Kongresswahlbezirks von Ohio

| Name                     | Amtszeit                             | Partei                |
| ------------------------ | ------------------------------------ | --------------------- |
| James Kilbourne          | 4. März 1813 bis 3. März 1817        | Democratic Republican |
| Philemon Beecher         | 4. Mai 1817 bis 3. März 1821         | Föderalist            |
| Joseph Vance             | 4. März 1821 bis 3. März 1823        | Democratic Republican |
| John Wilson Campbell     | 4. März 1823 bis 3. März 1827        | Democratic Republican |
| William Russell          | 4. März 1827 bis 3. März 1833        | Demokrat              |
| Thomas Lyon Hamer        | 4. März 1833 bis 3. März 1839        | Demokrat              |
| William Doan             | 4. März 1839 bis 3. März 1843        | Demokrat              |
| Emery Davis Potter       | 4. März 1843 bis 3. März 1845        | Demokrat              |
| William Sawyer           | 4. März 1845 bis 3. März 1849        | Demokrat              |
| Emery Davis Potter       | 4. März 1849 bis 3. März 1851        | Demokrat              |
| Alfred Peck Edgerton     | 4. März 1851 bis 3. März 1855        | Demokrat              |
| Richard Mott             | 4. März 1855 bis 3. März 1859        | Opposition Party      |
| James Mitchell Ashley    | 4. März 1859 bis 3. März 1863        | Republikaner          |
| Francis Celeste Le Blond | 4. März 1863 bis 3. März 1867        | Demokrat              |
| William Mungen           | 4. März 1867 bis 3. März 1871        | Demokrat              |
| Charles Nelson Lamison   | 4. März 1871 bis 3. März 1875        | Demokrat              |
| Americus Vespucius Rice  | 4. März 1875 bis 3. März 1879        | Demokrat              |
| Benjamin Le Fevre        | 4. März 1879 bis 3. März 1883        | Demokrat              |
| George Ebbert Seney      | 4. März 1883 bis 3. März 1885        | Demokrat              |
| Benjamin Le Fevre        | 4. März 1885 bis 3. März 1887        | Demokrat              |
| George Ebbert Seney      | 4. März 1887 bis 3. März 1891        | Demokrat              |
| Fernando Coello Layton   | 4. März 1891 bis 3. März 1893        | Demokrat              |
| Dennis D. Donovan        | 4. März 1893 bis 3. März 1895        | Demokrat              |
| Francis Byron De Witt    | 4. März 1895 bis 3. März 1897        | Republikaner          |
| David Meekison           | 4. März 1897 bis 3. März 1901        | Demokrat              |
| John Stout Snook         | 4. März 1901 bis 3. März 1905        | Demokrat              |
| William Wildman Campbell | 4. März 1905 bis 3. März 1907        | Republikaner          |
| Timothy Thomas Ansberry  | 4. März 1907 bis 9. Januar 1915      | Demokrat              |
| Nelson Edwin Matthews    | 4. März 1915 bis 3. März 1917        | Republikaner          |
| John Stout Snook         | 4. März 1917 bis 3. März 1919        | Demokrat              |
| Charles James Thompson   | 4. März 1919 bis 3. März 1931        | Republikaner          |
| Frank Charles Kniffin    | 4. März 1931 bis 3. Januar 1939      | Demokrat              |
| Cliff Clevenger          | 3. Januar 1939 bis 3. Januar 1959    | Republikaner          |
| Delbert Leroy Latta      | 3. Januar 1959 bis 3. Januar 1989    | Republikaner          |
| Paul Eugene Gillmor      | 3. Januar 1989 bis 5. September 2007 | Republikaner          |
| Robert Edward Latta      | 11. Dezember 2007 –                  | Republikaner          |

## 6. Sitz (seit 1813)

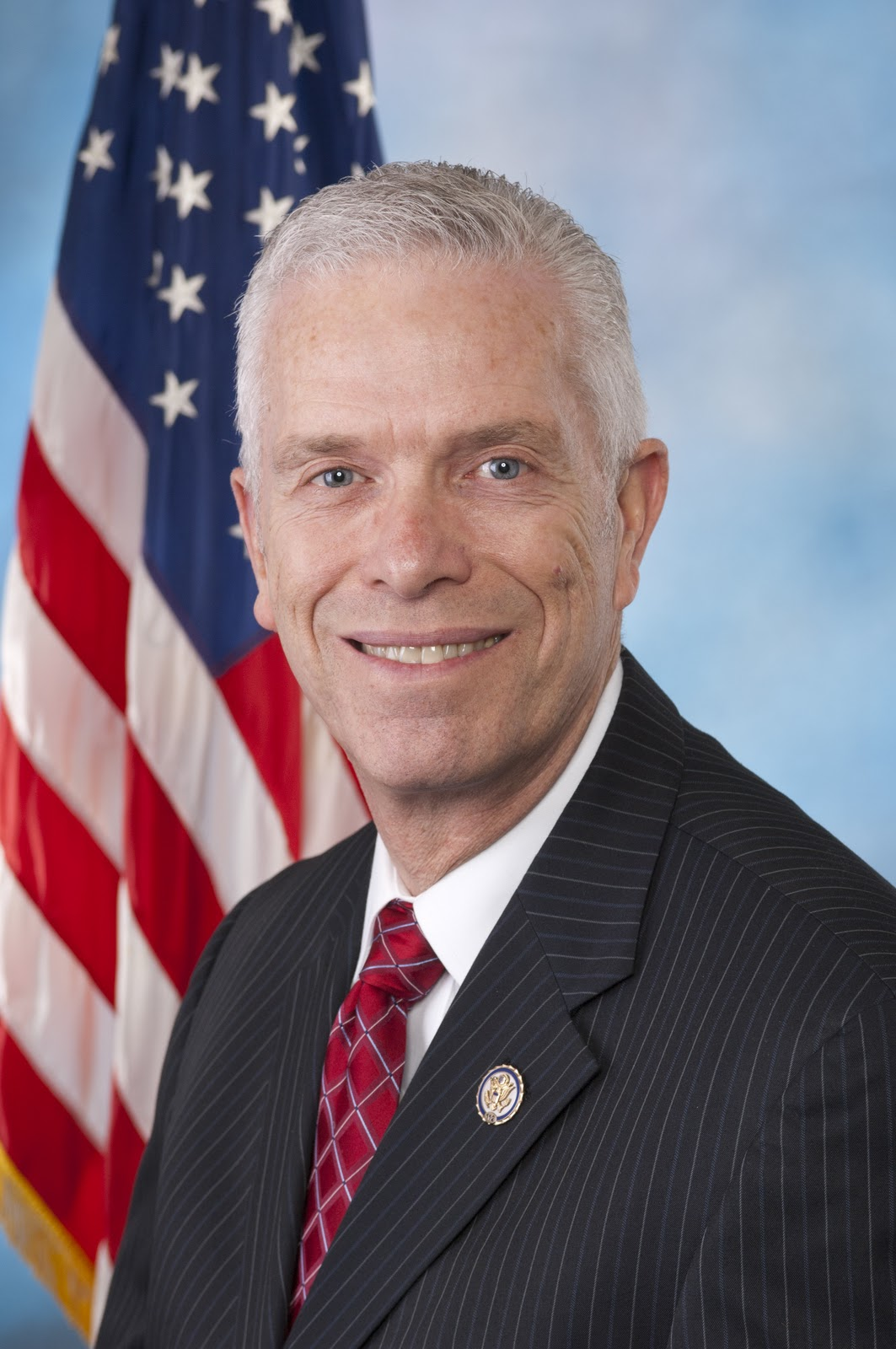
Bill Johnson, derzeitiger Vertreter des sechsten Kongresswahlbezirks von Ohio

| Name                      | Amtszeit                               | Partei                |
| ------------------------- | -------------------------------------- | --------------------- |
| Reasin Beall              | 20. April 1813 bis 7. Juni 1814        | Democratic Republican |
| David Clendenin           | 11. Oktober 1814 bis 3. März 1817      | Democratic Republican |
| Peter Hitchcock           | 4. Mai 1817 bis 3. März 1819           | Democratic Republican |
| John Sloane               | 4. März 1819 bis 3. März 1823          | Democratic Republican |
| Duncan McArthur           | 4. März 1823 bis 3. März 1825          | Democratic Republican |
| John Thomson              | 4. März 1825 bis 3. März 1827          | Demokrat              |
| William Creighton         | 4. März 1827–1828                      | Nationalrepublikaner  |
| Francis Swaine Muhlenberg | 19. Dezember 1828 bis 3. März 1829     | Nationalrepublikaner  |
| William Creighton         | 4. März 1829 bis 3. März 1833          | Nationalrepublikaner  |
| Samuel Finley Vinton      | 4. März 1833 bis 3. März 1837          | Nationalrepublikaner  |
| Calvary Morris            | 4. März 1837 bis 3. März 1843          | Whig                  |
| Henry St. John            | 4. März 1843 bis 3. März 1847          | Demokrat              |
| Rodolphus Dickinson       | 4. März 1847 bis 20. März 1849         | Demokrat              |
| Amos Eastman Wood         | 3. Dezember 1849 bis 19. November 1850 | Demokrat              |
| John Bell                 | 7. Januar 1851 bis 3. März 1851        | Whig                  |
| Frederick William Green   | 4. März 1851 bis 3. März 1853          | Demokrat              |
| Andrew Ellison            | 4. März 1853 bis 3. März 1855          | Demokrat              |
| Jonas Reece Emrie         | 4. März 1855 bis 3. März 1857          | Opposition Party      |
| Joseph Randolph Cockerill | 4. März 1857 bis 3. März 1859          | Demokrat              |
| William Howard            | 4. März 1859 bis 3. März 1861          | Demokrat              |
| Chilton Allen White       | 4. März 1861 bis 3. März 1865          | Demokrat              |
| Reader Wright Clarke      | 4. März 1865 bis 3. März 1869          | Republikaner          |
| John Armstrong Smith      | 4. März 1869 bis 3. März 1873          | Republikaner          |
| Isaac Ruth Sherwood       | 4. März 1873 bis 3. März 1875          | Republikaner          |
| Frank Hunt Hurd           | 4. März 1875 bis 3. März 1877          | Demokrat              |
| Jacob Dolson Cox          | 4. März 1877 bis 3. März 1879          | Republikaner          |
| William David Hill        | 4. März 1879 bis 3. März 1881          | Demokrat              |
| James Monroe Ritchie      | 4. März 1881 bis 3. März 1883          | Republikaner          |
| William David Hill        | 4. März 1883 bis 3. März 1887          | Demokrat              |
| Melvin Morella Boothman   | 4. März 1887 bis 3. März 1891          | Republikaner          |
| Dennis D. Donovan         | 4. März 1891 bis 3. März 1893          | Demokrat              |
| George Washington Hulick  | 4. März 1893 bis 3. März 1897          | Republikaner          |
| Seth W. Brown             | 4. März 1897 bis 3. März 1901          | Republikaner          |
| Charles Quinn Hildebrant  | 4. März 1901 bis 3. März 1905          | Republikaner          |
| Thomas Edmund Scroggy     | 4. März 1905 bis 3. März 1907          | Republikaner          |
| Matthew Rombach Denver    | 4. März 1907 bis 3. März 1913          | Demokrat              |
| Simeon Davison Fess       | 4. März 1913 bis 3. März 1915          | Republikaner          |
| Charles Cyrus Kearns      | 4. März 1915 bis 3. März 1931          | Republikaner          |
| James Gould Polk          | 4. März 1931 bis 3. Januar 1941        | Demokrat              |
| Jacob Erastus Davis       | 3. Januar 1941 bis 3. Januar 1943      | Demokrat              |
| Edward Oscar McCowen      | 3. Januar 1941 bis 3. Januar 1949      | Republikaner          |
| James Gould Polk          | 3. Januar 1949 bis 28. April 1959      | Demokrat              |
| Ward MacLaughlin Miller   | 8. November 1960 bis 3. Januar 1961    | Republikaner          |
| William Howard Harsha     | 3. Januar 1961 bis 3. Januar 1981      | Republikaner          |
| Robert D. McEwen          | 3. Januar 1981 bis 3. Januar 1993      | Republikaner          |
| Ted Strickland            | 3. Januar 1993 bis 3. Januar 1995      | Demokrat              |
| Frank A. Cremeans         | 3. Januar 1995 bis 3. Januar 1997      | Republikaner          |
| Ted Strickland            | 3. Januar 1997 bis 3. März 2007        | Demokrat              |
| Charles A. Wilson         | 3. Januar 2007 bis 3. Januar 2011      | Demokrat              |
| William Leslie Johnson    | 3. Januar 2011 – 21. Januar 2021       | Republikaner          |
| Vakant                    | 21. Januar -                           |                       |

## 7. Sitz (seit 1823)

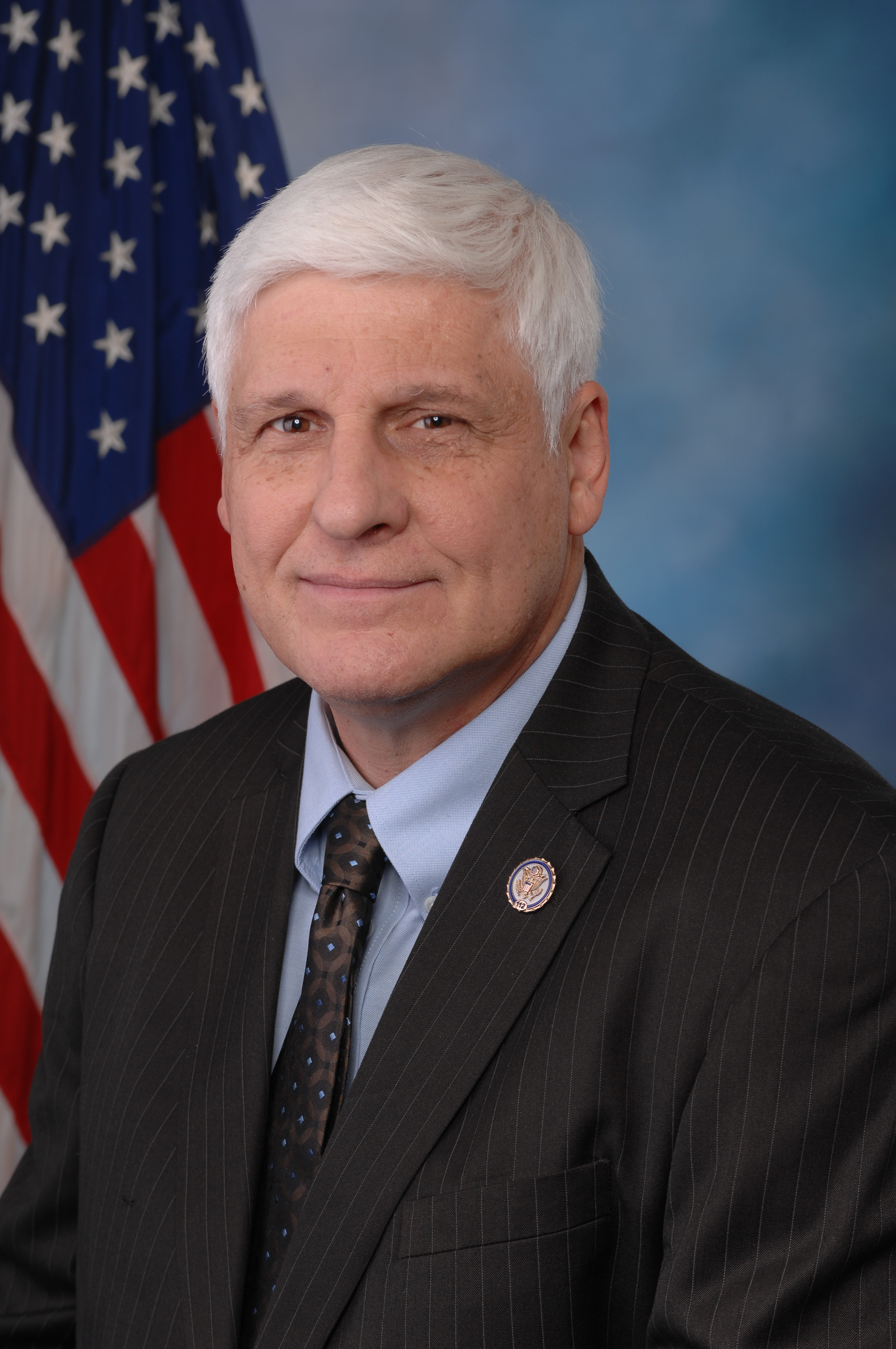
Bob Gibbs, derzeitiger Vertreter des siebten Kongresswahlbezirks von Ohio

| Name                      | Amtszeit                            | Partei               |
| ------------------------- | ----------------------------------- | -------------------- |
| Samuel Finley Vinton      | 4. März 1823 bis 3. März 1833       | Nationalrepublikaner |
| William Allen I           | 4. März 1833 bis 3. März 1835       | Demokrat             |
| William Key Bond          | 4. März 1835 bis 3. März 1841       | Whig                 |
| William Russell           | 4. März 1841 bis 3. März 1843       | Whig                 |
| Joseph Jefferson McDowell | 4. März 1843 bis 3. März 1847       | Demokrat             |
| Jonathan David Morris     | 4. März 1847 bis 3. März 1851       | Demokrat             |
| Nelson Barrere            | 4. März 1851 bis 3. März 1853       | Whig                 |
| Aaron Harlan              | 4. März 1853 bis 3. März 1859       | Whig                 |
| Thomas Corwin             | 4. März 1859 bis 12. März 1861      | Republikaner         |
| Richard Almgill Harrison  | 4. Juli 1861 bis 3. März 1863       | Unionist             |
| Samuel Sullivan Cox       | 4. März 1863 bis 3. März 1865       | Demokrat             |
| Samuel Shellabarger       | 4. März 1865 bis 3. März 1869       | Republikaner         |
| James January Winans      | 4. März 1869 bis 3. März 1871       | Republikaner         |
| Samuel Shellabarger       | 4. März 1871 bis 3. März 1873       | Republikaner         |
| Lawrence Talbot Neal      | 4. März 1873 bis 3. März 1877       | Demokrat             |
| Henry Luther Dickey       | 4. März 1877 bis 3. März 1879       | Demokrat             |
| Frank Hunt Hurd           | 4. März 1879 bis 3. März 1881       | Demokrat             |
| John Peter Leedom         | 4. März 1881 bis 3. März 1883       | Demokrat             |
| Henry Lee Morey           | 4. März 1883 bis 20. Juni 1884      | Republikaner         |
| James Edwin Campbell      | 20. Juni 1884 bis 3. März 1885      | Demokrat             |
| George Ebbert Seney       | 4. März 1885 bis 3. März 1887       | Demokrat             |
| James Edwin Campbell      | 4. März 1887 bis 3. März 1889       | Demokrat             |
| Henry Lee Morey           | 4. März 1889 bis 3. März 1891       | Republikaner         |
| William Elisha Haynes     | 4. März 1891 bis 3. März 1893       | Demokrat             |
| George Washington Wilson  | 4. März 1893 bis 3. März 1897       | Republikaner         |
| Walter Lowrie Weaver      | 4. März 1897 bis 3. März 1901       | Republikaner         |
| Thomas Barton Kyle        | 4. März 1901 bis 3. März 1905       | Republikaner         |
| Joseph Warren Keifer      | 4. März 1905 bis 3. März 1911       | Republikaner         |
| James Douglass Post       | 4. März 1911 bis 3. März 1915       | Demokrat             |
| Simeon Davison Fess       | 4. März 1915 bis 3. März 1923       | Republikaner         |
| Charles Brand             | 4. März 1923 bis 3. März 1933       | Republikaner         |
| Leroy Tate Marshall       | 4. März 1933 bis 3. Januar 1937     | Republikaner         |
| Arthur William Aleshire   | 3. Januar 1937 bis 3. Januar 1939   | Demokrat             |
| Clarence J. Brown         | 3. Januar 1939 bis 23. August 1965  | Republikaner         |
| Clarence J. Brown Jr.     | 2. November 1965 bis 3. Januar 1983 | Republikaner         |
| Richard Michael DeWine    | 3. Januar 1983 bis 3. Januar 1991   | Republikaner         |
| David Lee Hobson          | 3. Januar 1991 bis 3. Januar 2009   | Republikaner         |
| Stephen Austria           | 3. Januar 2009 bis 3. Januar 2013   | Republikaner         |
| Robert „Bob“ Brian Gibbs  | 3. Januar 2013 –                    | Republikaner         |

## 8. Sitz (seit 1823)

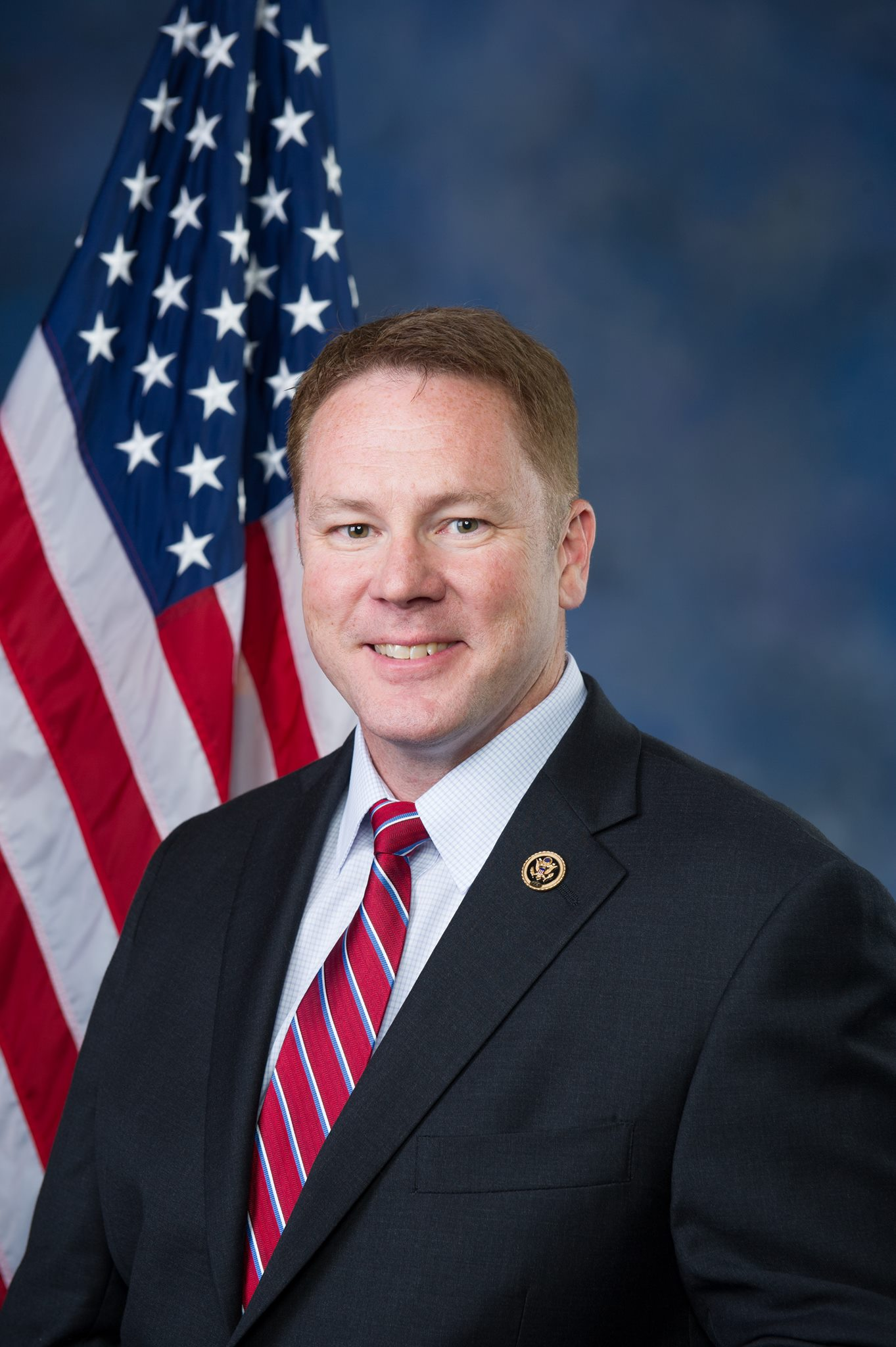
Warren Davidson, derzeitiger Vertreter des achten Kongresswahlbezirks von Ohio

| Name                        | Amtszeit                            | Partei                |
| --------------------------- | ----------------------------------- | --------------------- |
| William Wilson              | 4. März 1823 bis 6. Juni 1827       | Democratic Republican |
| William Stanbery            | 9. Oktober 1827 bis 3. März 1833    | Demokrat              |
| Jeremiah McLene             | 4. März 1833 bis 3. März 1837       | Demokrat              |
| Joseph Ridgway              | 4. März 1837 bis 3. März 1843       | Whig                  |
| John Inskeep Vanmeter       | 4. März 1843 bis 3. März 1845       | Whig                  |
| Allen Granberry Thurman     | 4. März 1845 bis 3. März 1847       | Demokrat              |
| John Lampkin Taylor         | 4. März 1847 bis 3. März 1853       | Whig                  |
| Moses Bledso Corwin         | 4. März 1853 bis 3. März 1855       | Whig                  |
| Benjamin Stanton            | 4. März 1855 bis 3. März 1861       | Opposition Party      |
| Samuel Shellabarger         | 4. März 1861 bis 3. März 1863       | Republikaner          |
| William Johnston            | 4. März 1863 bis 3. März 1865       | Demokrat              |
| James Randolph Hubbell      | 4. März 1865 bis 3. März 1867       | Republikaner          |
| Cornelius Springer Hamilton | 4. März 1867 bis 22. Dezember 1867  | Republikaner          |
| John Beatty                 | 5. Februar 1868 bis 3. März 1873    | Republikaner          |
| William Lawrence II         | 4. März 1873 bis 3. März 1877       | Republikaner          |
| Joseph Warren Keifer        | 4. März 1877 bis 3. März 1879       | Republikaner          |
| Ebenezer Byron Finley       | 4. März 1879 bis 3. März 1881       | Demokrat              |
| Joseph Warren Keifer        | 4. März 1881 bis 3. März 1885       | Republikaner          |
| John Little                 | 4. März 1885 bis 3. März 1887       | Republikaner          |
| Robert Patterson Kennedy    | 4. März 1887 bis 3. März 1891       | Republikaner          |
| Darius Dodge Hare           | 4. März 1891 bis 3. März 1893       | Demokrat              |
| Luther Martin Strong        | 4. März 1893 bis 3. März 1897       | Republikaner          |
| Archibald Lybrand           | 4. März 1897 bis 3. März 1901       | Republikaner          |
| William Robert Warnock      | 4. März 1901 bis 3. März 1905       | Republikaner          |
| Ralph Dayton Cole           | 4. März 1905 bis 3. März 1911       | Republikaner          |
| Frank Bartlett Willis       | 4. März 1911 bis 9. Januar 1915     | Republikaner          |
| John Alexander Key          | 4. März 1915 bis 3. März 1919       | Demokrat              |
| Raymond Clinton Cole        | 4. März 1919 bis 3. März 1925       | Republikaner          |
| Thomas Brooks Fletcher      | 4. März 1925 bis 3. März 1929       | Demokrat              |
| Grant Earl Mouser Jr.       | 4. März 1929 bis 3. März 1933       | Republikaner          |
| Thomas Brooks Fletcher      | 4. März 1923 bis 3. Januar 1939     | Demokrat              |
| Frederick Cleveland Smith   | 3. Januar 1939 bis 3. Januar 1951   | Republikaner          |
| Jackson Edward Betts        | 3. Januar 1951 bis 3. Januar 1973   | Republikaner          |
| Walter Eugene Powell        | 3. Januar 1973 bis 3. Januar 1975   | Republikaner          |
| Thomas Norman Kindness      | 3. Januar 1975 bis 3. Januar 1987   | Republikaner          |
| Donald Edgar Lukens         | 3. Januar 1987 bis 24. Oktober 1990 | Republikaner          |
| John Andrew Boehner         | 3. Januar 1991 bis 31. Oktober 2015 | Republikaner          |
| vakant                      | 31. Oktober 2015 bis 7. Juni 2016   |                       |
| Warren Earl Davidson        | 7. Juni 2016 –                      | Republikaner          |

## 9. Sitz (seit 1823)

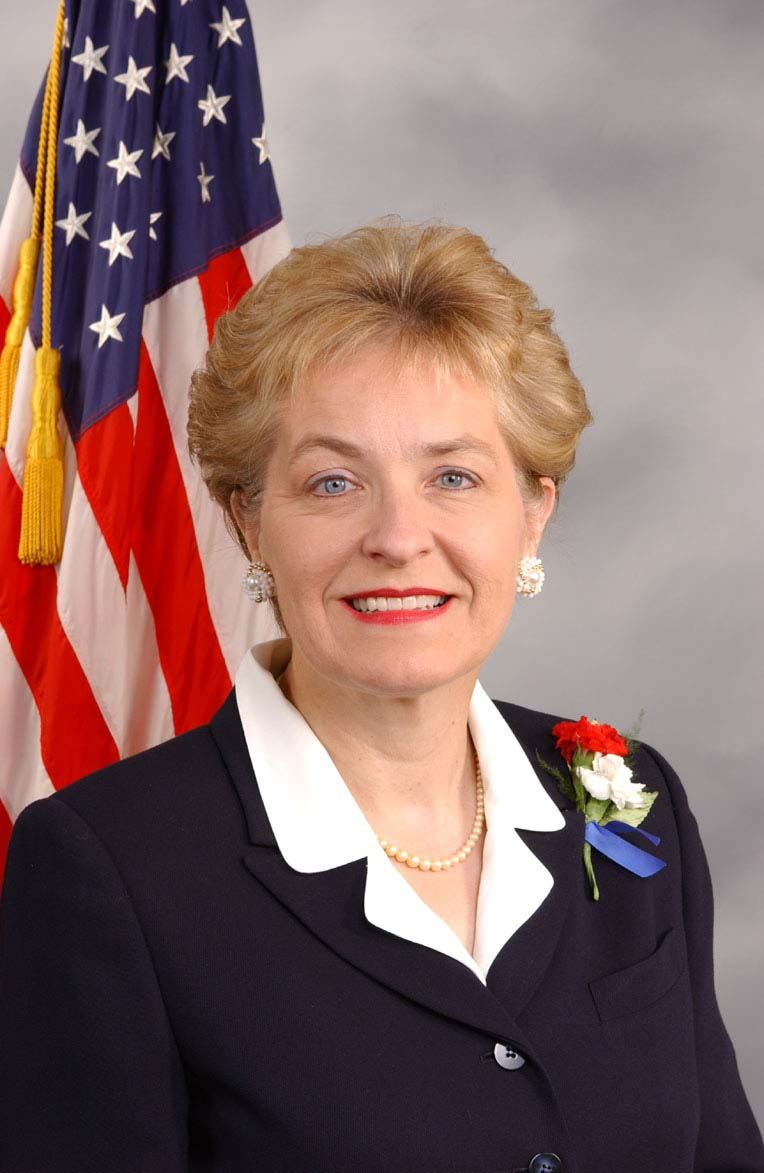
Marcy Kaptur, derzeitige Vertreterin des neunten Kongresswahlbezirks von Ohio

| Name                         | Amtszeit                          | Partei                |
| ---------------------------- | --------------------------------- | --------------------- |
| Philemon Beecher             | 4. März 1823 bis 3. März 1829     | Democratic Republican |
| William W. Irvin             | 4. März 1829 bis 3. März 1833     | Demokrat              |
| John Chaney                  | 4. März 1833 bis 3. März 1839     | Demokrat              |
| William Medill               | 4. März 1839 bis 3. März 1843     | Demokrat              |
| Elias Florence               | 4. März 1843 bis 3. März 1845     | Whig                  |
| Augustus Leonard Perrill     | 4. März 1845 bis 3. März 1847     | Demokrat              |
| Thomas Owen Edwards          | 4. März 1847 bis 3. März 1849     | Whig                  |
| Edson Baldwin Olds           | 4. März 1849 bis 3. März 1853     | Demokrat              |
| Frederick William Green      | 4. März 1853 bis 3. März 1855     | Demokrat              |
| Cooper Kinderdine Watson     | 4. März 1855 bis 3. März 1857     | Republikaner          |
| Lawrence Washington Hall     | 4. März 1857 bis 3. März 1859     | Demokrat              |
| John Carey                   | 4. März 1859 bis 3. März 1861     | Republikaner          |
| Warren Perry Noble           | 4. März 1861 bis 3. März 1865     | Demokrat              |
| Ralph Pomeroy Buckland       | 4. März 1865 bis 3. März 1869     | Republikaner          |
| Edward Fenwick Dickinson     | 4. März 1869 bis 3. März 1871     | Demokrat              |
| Charles William Foster       | 4. März 1871 bis 3. März 1873     | Republikaner          |
| James Wallace Robinson       | 4. März 1873 bis 3. März 1875     | Republikaner          |
| Earley Franklin Poppleton    | 4. März 1875 bis 3. März 1877     | Demokrat              |
| John Sills Jones             | 4. März 1877 bis 3. März 1879     | Republikaner          |
| George Leroy Converse        | 4. März 1879 bis 3. März 1881     | Demokrat              |
| James Sidney Robinson        | 4. März 1881 bis 12. Januar 1885  | Republikaner          |
| William Craig Cooper         | 4. März 1885 bis 3. März 1891     | Republikaner          |
| Joseph Hodson Outhwaite      | 4. März 1891 bis 3. März 1893     | Demokrat              |
| Byron Foster Ritchie         | 4. März 1893 bis 3. März 1895     | Demokrat              |
| James Harding Southard       | 4. März 1895 bis 3. März 1907     | Republikaner          |
| Isaac Ruth Sherwood          | 4. März 1907 bis 3. März 1921     | Demokrat              |
| William Wallace Chalmers     | 4. März 1921 bis 3. März 1923     | Republikaner          |
| Isaac Ruth Sherwood          | 4. März 1923 bis 3. März 1925     | Demokrat              |
| William Wallace Chalmers     | 4. März 1925 bis 3. März 1931     | Republikaner          |
| Wilbur McKee White           | 4. März 1931 bis 3. März 1933     | Republikaner          |
| Warren Joseph Duffey         | 4. März 1933 bis 7. Juli 1936     | Demokrat              |
| John Feeney Hunter           | 3. Januar 1937 bis 3. Januar 1943 | Demokrat              |
| Homer Alonzo Ramey           | 3. Januar 1943 bis 3. Januar 1949 | Republikaner          |
| Thomas Henry Burke           | 3. Januar 1949 bis 3. Januar 1951 | Demokrat              |
| Henry Frazier Reams          | 3. Januar 1951 bis 3. Januar 1955 | Unabhängiger          |
| Thomas William Ludlow Ashley | 3. Januar 1955 bis 3. Januar 1981 | Demokrat              |
| Edward Ford Weber            | 3. Januar 1981 bis 3. Januar 1983 | Republikaner          |
| Marcia Carolyn Kaptur        | 3. Januar 1983 –                  | Demokrat              |

## 10. Sitz (seit 1823)

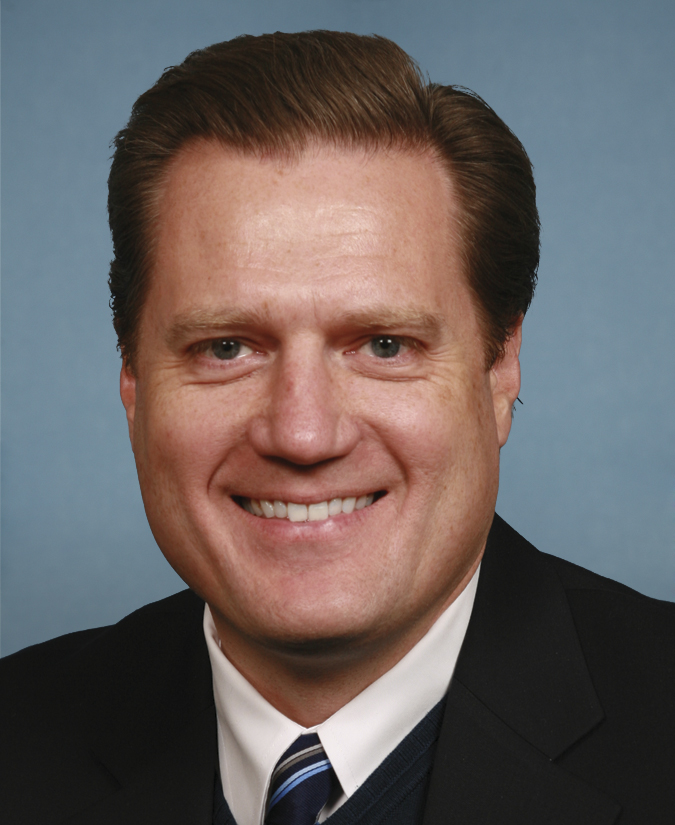
Mike Turner, derzeitiger Vertreter des zehnten Kongresswahlbezirks von Ohio

| Name                      | Amtszeit                          | Partei                |
| ------------------------- | --------------------------------- | --------------------- |
| John Patterson            | 4. März 1823 bis 3. März 1825     | Democratic Republican |
| David Jennings            | 4. März 1825 bis 25. Mai 1826     | Nationalrepublikaner  |
| Thomas Shannon            | 4. Dezember 1826 bis 3. März 1827 | Nationalrepublikaner  |
| John Davenport            | 4. März 1827 bis 3. März 1829     | Nationalrepublikaner  |
| William Kennon            | 4. März 1829 bis 3. März 1833     | Demokrat              |
| Joseph Vance              | 4. März 1833 bis 3. März 1835     | Nationalrepublikaner  |
| Samson Mason              | 4. März 1835 bis 3. März 1843     | Whig                  |
| Heman Allen Moore         | 4. März 1843 bis 3. April 1844    | Demokrat              |
| Alfred Parish Stone       | 8. Oktober 1844 bis 3. März 1845  | Demokrat              |
| Columbus Delano           | 4. März 1845 bis 3. März 1847     | Whig                  |
| Daniel Duncan             | 4. März 1847 bis 3. März 1849     | Whig                  |
| Charles Sweetser          | 4. März 1849 bis 3. März 1853     | Demokrat              |
| John Lampkin Taylor       | 4. März 1853 bis 3. März 1855     | Whig                  |
| Oscar Fitzallen Moore     | 4. März 1855 bis 3. März 1857     | Opposition Party      |
| Joseph Miller             | 4. März 1857 bis 3. März 1859     | Demokrat              |
| Carey Allen Trimble       | 4. März 1859 bis 3. März 1863     | Republikaner          |
| James Mitchell Ashley     | 4. März 1863 bis 3. März 1869     | Republikaner          |
| Truman Harrison Hoag      | 4. März 1869 bis 5. Februar 1870  | Demokrat              |
| Erasmus Darwin Peck       | 23. April 1870 bis 3. März 1873   | Republikaner          |
| Charles William Foster    | 4. März 1873 bis 3. März 1879     | Republikaner          |
| Thomas Ewing Jr.          | 4. März 1879 bis 3. März 1881     | Demokrat              |
| John Birchard Rice        | 4. März 1881 bis 3. März 1883     | Republikaner          |
| Frank Hunt Hurd           | 4. März 1883 bis 3. März 1885     | Demokrat              |
| Jacob Romeis              | 4. März 1885 bis 3. März 1889     | Republikaner          |
| William Elisha Haynes     | 4. März 1889 bis 3. März 1891     | Demokrat              |
| Robert Eachus Doan        | 4. März 1891 bis 3. März 1893     | Republikaner          |
| William Henry Enochs      | 4. März 1893 bis 13. Juli 1893    | Republikaner          |
| Hezekiah Sanford Bundy    | 4. Dezember 1893 bis 3. März 1895 | Republikaner          |
| Lucien Jerome Fenton      | 4. März 1895 bis 3. März 1899     | Republikaner          |
| Stephen Morgan            | 4. März 1899 bis 3. März 1905     | Republikaner          |
| Henry Towne Bannon        | 4. März 1905 bis 3. März 1909     | Republikaner          |
| Adna Romulus Johnson      | 4. März 1909 bis 3. März 1911     | Republikaner          |
| Robert Mauck Switzer      | 4. März 1911 bis 3. März 1919     | Republikaner          |
| Israel Moore Foster       | 4. März 1919 bis 3. März 1925     | Republikaner          |
| Thomas Albert Jenkins     | 4. März 1925 bis 3. Januar 1959   | Republikaner          |
| Walter Henry Moeller      | 3. Januar 1959 bis 3. Januar 1963 | Demokrat              |
| Homer E. Abele            | 3. Januar 1963 bis 3. Januar 1965 | Republikaner          |
| Walter Henry Moeller      | 3. Januar 1965 bis 3. Januar 1967 | Demokrat              |
| Clarence E. Miller        | 3. Januar 1967 bis 3. Januar 1993 | Republikaner          |
| Martin R. Hoke            | 3. Januar 1993 bis 3. Januar 1997 | Republikaner          |
| Dennis John Kucinich      | 3. Januar 1997 bis 3. Januar 2013 | Demokrat              |
| Michael „Mike“ Ray Turner | 3. Januar 2013 –                  | Republikaner          |

## 11. Sitz (seit 1823)

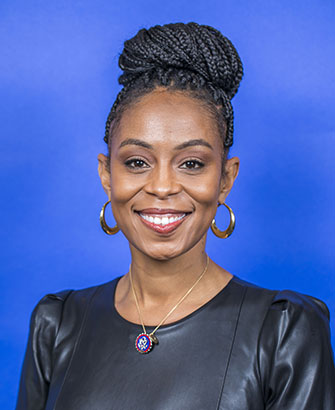
Shontel Brown, derzeitige Vertreterin des elften Kongresswahlbezirks von Ohio

| Name                      | Amtszeit                            | Partei                |
| ------------------------- | ----------------------------------- | --------------------- |
| John Crafts Wright        | 4. März 1823 bis 3. März 1829       | Democratic Republican |
| John Milton Goodenow      | 4. März 1829 bis 9. April 1830      | Demokrat              |
| Humphrey Howe Leavitt     | 6. Dezember 1830 bis 3. März 1833   | Demokrat              |
| James Martin Bell         | 4. März 1833 bis 3. März 1835       | Nationalrepublikaner  |
| William Kennon            | 4. März 1835 bis 3. März 1837       | Demokrat              |
| James Alexander Jr.       | 4. März 1837 bis 3. März 1839       | Whig                  |
| Isaac Parrish             | 4. März 1839 bis 3. März 1841       | Demokrat              |
| Benjamin Sprague Cowen    | 4. März 1841 bis 3. März 1843       | Whig                  |
| Jacob Brinkerhoff         | 4. März 1843 bis 3. März 1847       | Demokrat              |
| John Krepps Miller        | 4. März 1847 bis 3. März 1851       | Demokrat              |
| George Henry Busby        | 4. März 1851 bis 3. März 1853       | Demokrat              |
| Thomas Ritchey            | 4. März 1853 bis 3. März 1855       | Demokrat              |
| Valentine Baxter Horton   | 4. März 1855 bis 3. März 1859       | Opposition Party      |
| Charles Drake Martin      | 4. März 1859 bis 3. März 1861       | Demokrat              |
| Valentine B. Horton       | 4. März 1861 bis 3. März 1863       | Republikaner          |
| Wells Andrews Hutchins    | 4. März 1863 bis 3. März 1865       | Demokrat              |
| Hezekiah Sanford Bundy    | 4. März 1865 bis 3. März 1867       | Republikaner          |
| John Thomas Wilson        | 4. März 1867 bis 3. März 1873       | Republikaner          |
| Hezekiah Sanford Bundy    | 4. März 1873 bis 3. März 1875       | Republikaner          |
| John Luther Vance         | 4. März 1875 bis 3. März 1877       | Demokrat              |
| Henry Safford Neal        | 4. März 1877 bis 3. März 1879       | Republikaner          |
| Henry Luther Dickey       | 4. März 1879 bis 3. März 1881       | Demokrat              |
| Henry Safford Neal        | 4. März 1881 bis 3. März 1883       | Republikaner          |
| John Watts McCormick      | 4. März 1883 bis 3. März 1885       | Republikaner          |
| William Wallace Ellsberry | 4. März 1885 bis 3. März 1887       | Demokrat              |
| Albert Clifton Thompson   | 4. März 1887 bis 3. März 1891       | Republikaner          |
| John M. Pattison          | 4. März 1891 bis 3. März 1893       | Demokrat              |
| Charles Henry Grosvenor   | 4. März 1893 bis 3. März 1907       | Republikaner          |
| Albert Douglas            | 4. März 1907 bis 3. März 1911       | Republikaner          |
| Horatio Clifford Claypool | 4. März 1911 bis 3. März 1915       | Demokrat              |
| Edwin Darlington Ricketts | 4. März 1915 bis 3. März 1917       | Republikaner          |
| Horatio Clifford Claypool | 4. März 1917 bis 3. März 1919       | Demokrat              |
| Edwin Darlington Ricketts | 4. März 1919 bis 3. März 1923       | Republikaner          |
| Mell Gilbert Underwood    | 4. März 1923 bis 10. April 1936     | Demokrat              |
| Peter Francis Hammond     | 3. November 1936 bis 3. Januar 1937 | Demokrat              |
| Harold Kile Claypool      | 3. Januar 1937 bis 3. Januar 1943   | Demokrat              |
| Walter Ellsworth Brehm    | 3. Januar 1943 bis 3. Januar 1953   | Republikaner          |
| Oliver Payne Bolton       | 3. Januar 1953 bis 3. Januar 1957   | Republikaner          |
| David Short Dennison      | 3. Januar 1957 bis 3. Januar 1959   | Republikaner          |
| Robert Eugene Cook        | 3. Januar 1959 bis 3. Januar 1963   | Demokrat              |
| Oliver Payne Bolton       | 3. Januar 1963 bis 3. Januar 1965   | Republikaner          |
| John William Stanton      | 3. Januar 1965 bis 3. Januar 1983   | Republikaner          |
| Dennis Edward Eckart      | 3. Januar 1983 bis 3. Januar 1993   | Demokrat              |
| Louis Stokes              | 3. Januar 1993 bis 3. Januar 1999   | Demokrat              |
| Stephanie Tubbs Jones     | 3. Januar 1999 bis 20. August 2008  | Demokrat              |
| Marcia Louise Fudge       | 18. November 2008 – 10. März 2021   | Demokrat              |
| vakant                    | 10. März 2021 – 4. November 2021    |                       |
| Shontel Monique Brown     | 4. November 2021 –                  | Demokrat              |

## 12. Sitz (seit 1823)

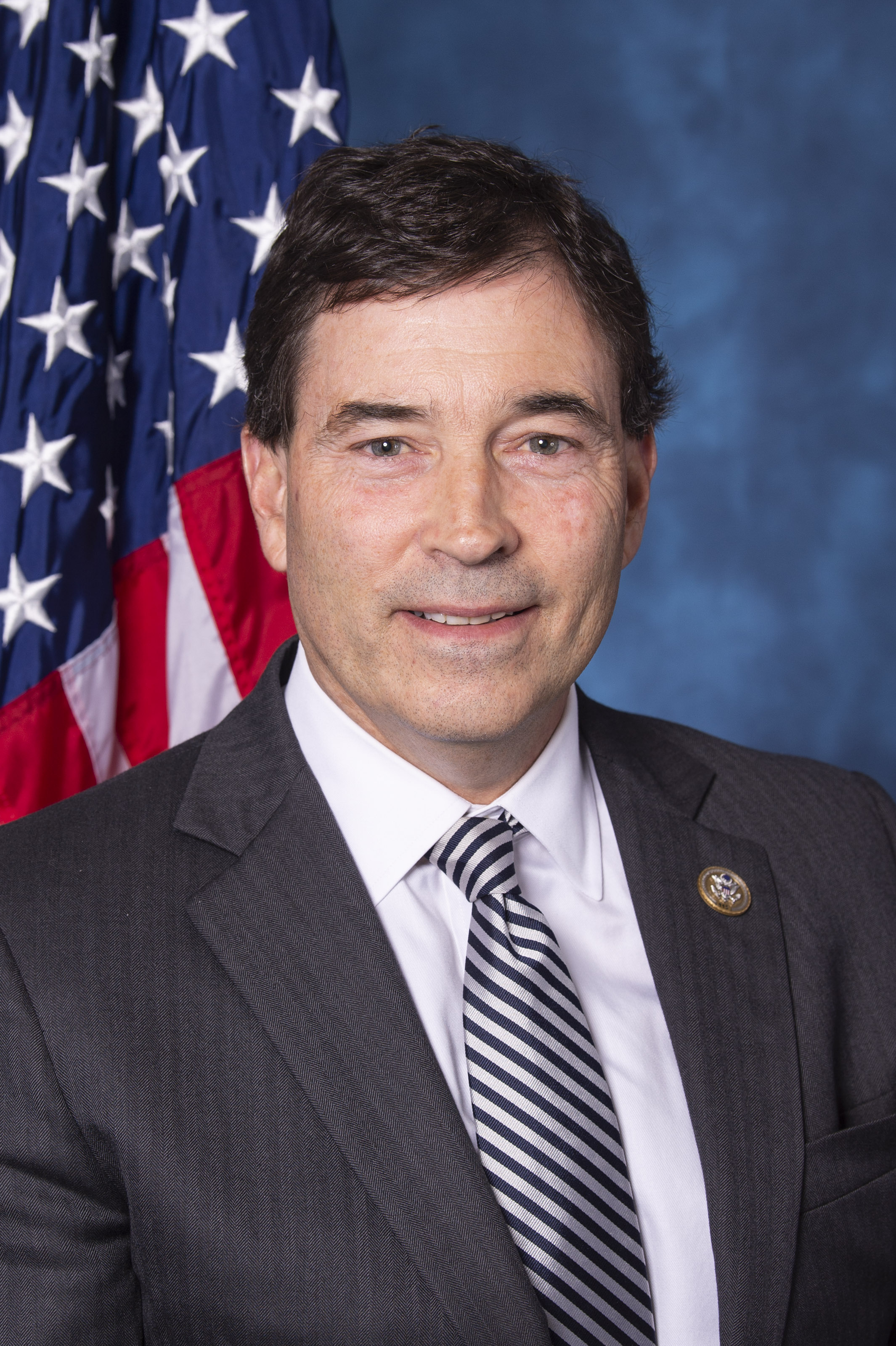
Troy Balderson, derzeitiger Vertreter des zwölften Kongresswahlbezirks von Ohio

| Name                     | Amtszeit                              | Partei                |
| ------------------------ | ------------------------------------- | --------------------- |
| John Sloane              | 4. März 1823 bis 3. März 1829         | Democratic Republican |
| John Thomson             | 4. März 1829 bis 3. März 1833         | Demokrat              |
| Robert Mitchell          | 4. März 1833 bis 3. März 1835         | Demokrat              |
| Elias Howell             | 4. März 1835 bis 3. März 1837         | Whig                  |
| Alexander Harper         | 4. März 1837 bis 3. März 1839         | Whig                  |
| Jonathan Taylor          | 4. März 1839 bis 3. März 1841         | Demokrat              |
| Joshua Mathiot           | 4. März 1841 bis 3. März 1843         | Whig                  |
| Samuel Finley Vinton     | 4. März 1843 bis 3. März 1851         | Whig                  |
| John Welch               | 4. März 1851 bis 3. März 1853         | Whig                  |
| Edson Baldwin Olds       | 4. März 1853 bis 3. März 1855         | Demokrat              |
| Samuel Galloway          | 4. März 1855 bis 3. März 1857         | Opposition Party      |
| Samuel Sullivan Cox      | 4. März 1857 bis 3. März 1863         | Demokrat              |
| William Edward Finck     | 4. März 1863 bis 3. März 1867         | Demokrat              |
| Philadelph Van Trump     | 4. März 1867 bis 3. März 1873         | Demokrat              |
| Hugh Judge Jewett        | 4. März 1873 bis 23. Juni 1874        | Demokrat              |
| William Edward Finck     | 7. Dezember 1874 bis 3. März 1875     | Demokrat              |
| Ansel Tracy Walling      | 4. März 1875 bis 3. März 1877         | Demokrat              |
| Thomas Ewing Jr.         | 4. März 1877 bis 3. März 1879         | Demokrat              |
| Henry Safford Neal       | 4. März 1879 bis 3. März 1881         | Republikaner          |
| George Leroy Converse    | 4. März 1881 bis 3. März 1883         | Demokrat              |
| Alphonso Hart            | 4. März 1883 bis 3. März 1885         | Republikaner          |
| Albert Clifton Thompson  | 4. März 1885 bis 3. März 1887         | Republikaner          |
| Jacob Joseph Pugsley     | 4. März 1887 bis 3. März 1891         | Republikaner          |
| William Henry Enochs     | 4. März 1891 bis 3. März 1893         | Republikaner          |
| Joseph Hodson Outhwaite  | 4. März 1893 bis 3. März 1895         | Demokrat              |
| David Kemper Watson      | 4. März 1895 bis 3. März 1897         | Republikaner          |
| John Jacob Lentz         | 4. März 1897 bis 3. März 1901         | Demokrat              |
| Emmett Tompkins          | 4. März 1901 bis 3. März 1903         | Republikaner          |
| De Witt Clinton Badger   | 4. März 1903 bis 3. März 1905         | Demokrat              |
| Edward Livingston Taylor | 4. März 1905 bis 3. März 1913         | Republikaner          |
| Clement Laird Brumbaugh  | 4. März 1913 bis 3. März 1921         | Demokrat              |
| John Charles Speaks      | 4. März 1921 bis 3. März 1931         | Republikaner          |
| Arthur Philip Lamneck    | 4. März 1931 bis 3. Januar 1939       | Demokrat              |
| John Martin Vorys        | 3. Januar 1939 bis 3. Januar 1959     | Republikaner          |
| Samuel Leeper Devine     | 3. Januar 1959 bis 3. Januar 1981     | Republikaner          |
| Robert Norton Shamansky  | 3. Januar 1981 bis 3. Januar 1983     | Demokrat              |
| John Richard Kasich      | 3. Januar 1983 bis 3. Januar 2001     | Republikaner          |
| Patrick Joseph Tiberi    | 3. Januar 2001 bis 15. Januar 2018    | Republikaner          |
| vakant                   | 15. Januar 2018 bis 5. September 2018 |                       |
| William Troy Balderson   | seit 5. September 2018                | Republikaner          |

## 13. Sitz (seit 1823)

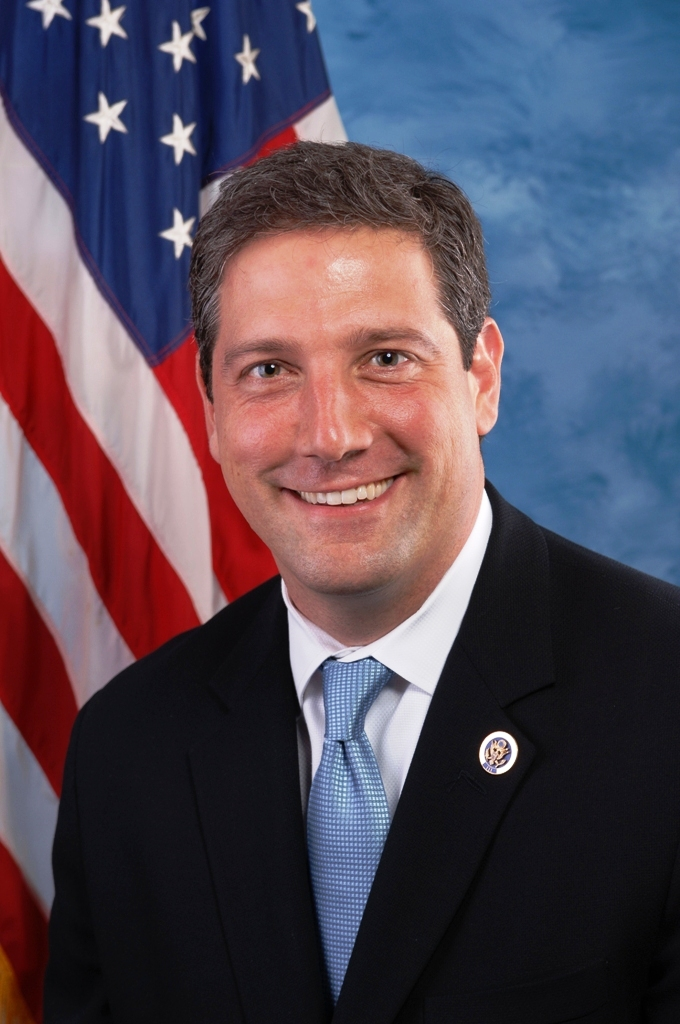
Tim Ryan, derzeitiger Vertreter des 13. Kongresswahlbezirks von Ohio

| Name                        | Amtszeit                             | Partei                |
| --------------------------- | ------------------------------------ | --------------------- |
| Elisha Whittlesey           | 4. März 1823 bis 3. März 1833        | Democratic Republican |
| David Spangler              | 4. März 1833 bis 3. März 1837        | Nationalrepublikaner  |
| Daniel Parkhurst Leadbetter | 4. März 1837 bis 3. März 1841        | Demokrat              |
| James Mathews               | 4. März 1841 bis 3. März 1843        | Demokrat              |
| Perley Brown Johnson        | 4. März 1843 bis 3. März 1845        | Whig                  |
| Isaac Parrish               | 4. März 1845 bis 3. März 1847        | Demokrat              |
| Thomas Ritchey              | 4. März 1847 bis 3. März 1849        | Demokrat              |
| William Augustus Whittlesey | 4. März 1849 bis 3. März 1851        | Demokrat              |
| James Madison Gaylord       | 4. März 1851 bis 3. März 1853        | Demokrat              |
| William Dell Lindsley       | 4. März 1853 bis 3. März 1855        | Demokrat              |
| John Sherman                | 4. März 1855 bis 21. März 1861       | Opposition Party      |
| Samuel Thomas Worcester     | 4. Juli 1861 bis 3. März 1863        | Republikaner          |
| John O’Neill                | 4. März 1863 bis 3. März 1865        | Demokrat              |
| Columbus Delano             | 4. März 1865 bis 3. März 1867        | Republikaner          |
| George Washington Morgan    | 4. März 1867 bis 3. Juni 1868        | Demokrat              |
| Columbus Delano             | 3. Juni 1868 bis 3. März 1869        | Republikaner          |
| George Washington Morgan    | 4. März 1869 bis 3. März 1873        | Demokrat              |
| Milton Isaiah Southard      | 4. März 1873 bis 3. März 1879        | Demokrat              |
| Adoniram Judson Warner      | 4. März 1879 bis 3. März 1881        | Demokrat              |
| Gibson Atherton             | 4. März 1881 bis 3. März 1883        | Demokrat              |
| George Leroy Converse       | 4. März 1883 bis 3. März 1885        | Demokrat              |
| Joseph Hodson Outhwaite     | 4. März 1885 bis 3. März 1891        | Demokrat              |
| James Irvine Dungan         | 4. März 1891 bis 3. März 1893        | Demokrat              |
| Darius Dodge Hare           | 4. März 1893 bis 3. März 1895        | Demokrat              |
| Stephen Ross Harris         | 4. März 1895 bis 3. März 1897        | Republikaner          |
| James Albert Norton         | 4. März 1897 bis 3. März 1903        | Demokrat              |
| Amos Henry Jackson          | 4. März 1903 bis 3. März 1905        | Republikaner          |
| Grant Earl Mouser           | 4. März 1905 bis 3. März 1909        | Republikaner          |
| Carl Carey Anderson         | 4. März 1909 bis 1. Oktober 1912     | Demokrat              |
| John Alexander Key          | 4. März 1913 bis 3. März 1915        | Demokrat              |
| Arthur Warren Overmyer      | 4. März 1915 bis 3. März 1919        | Demokrat              |
| James Thomas Begg           | 4. März 1919 bis 3. März 1929        | Republikaner          |
| Joseph Edward Baird         | 4. März 1929 bis 3. März 1931        | Republikaner          |
| William Louis Fiesinger     | 4. März 1931 bis 3. Januar 1937      | Demokrat              |
| Dudley Allen White          | 3. Januar 1937 bis 3. Januar 1941    | Republikaner          |
| Albert David Baumhart       | 3. Januar 1941 bis 2. September 1942 | Republikaner          |
| Alvin F. Weichel            | 3. Januar 1943 bis 3. Januar 1955    | Republikaner          |
| Albert David Baumhart       | 3. Januar 1955 bis 3. Januar 1961    | Republikaner          |
| Charles Adams Mosher        | 3. Januar 1961 bis 3. Januar 1977    | Republikaner          |
| Donald J. Pease             | 3. Januar 1977 bis 3. Januar 1993    | Demokrat              |
| Sherrod Campbell Brown      | 3. Januar 1993 bis 3. Januar 2007    | Demokrat              |
| Betty Sue Sutton            | 3. Januar 2007 bis 3. Januar 2013    | Demokrat              |
| Timothy John Ryan           | 3. Januar 2013 –                     | Demokrat              |

## 14. Sitz (seit 1823)

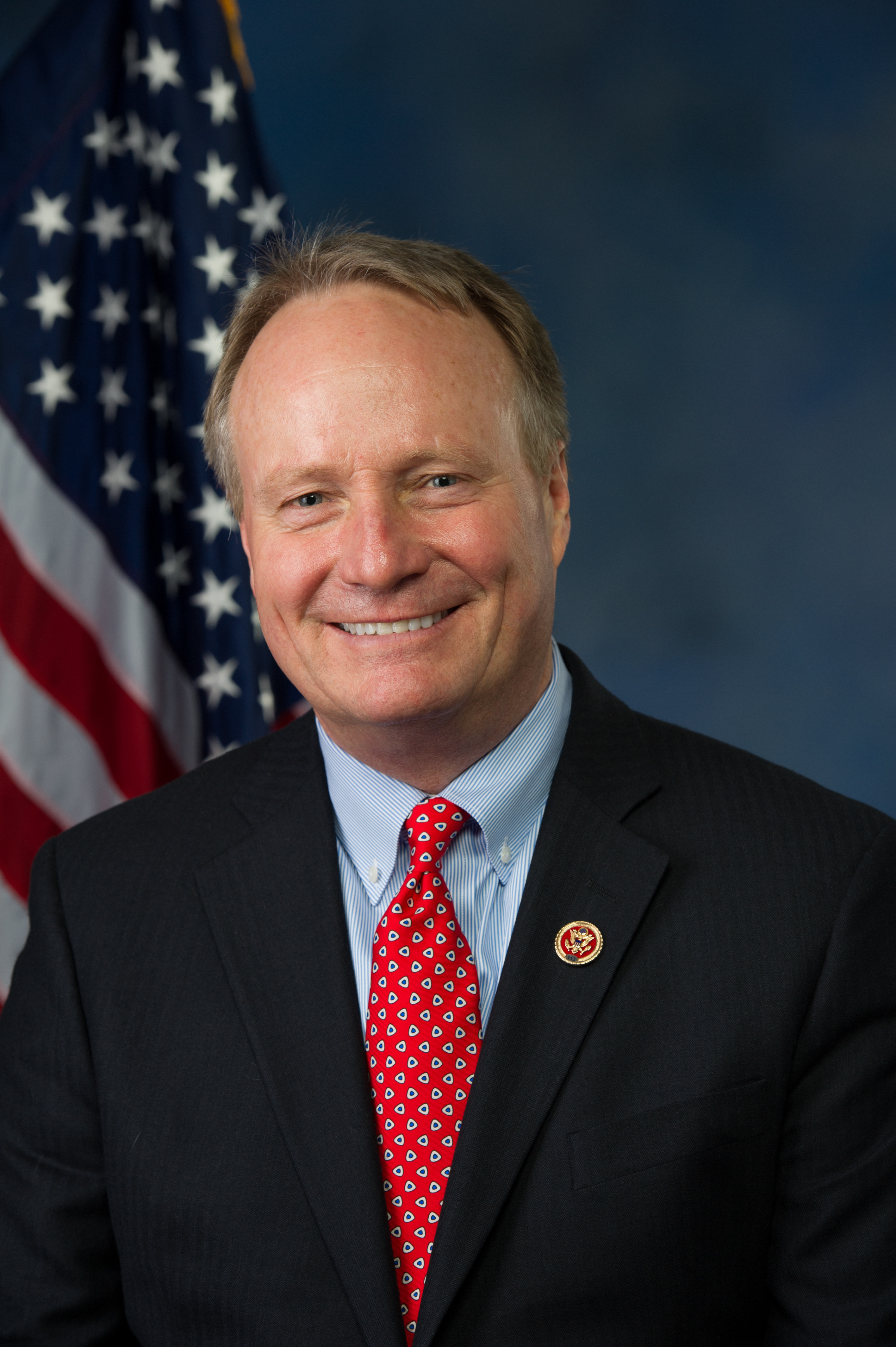
David Joyce, derzeitiger Vertreter des 14. Kongresswahlbezirks von Ohio

| Name                       | Amtszeit                           | Partei                |
| -------------------------- | ---------------------------------- | --------------------- |
| Mordecai Bartley           | 4. März 1823 bis 3. März 1831      | Democratic Republican |
| Eleutheros Cooke           | 4. März 1831 bis 3. März 1833      | Nationalrepublikaner  |
| William Patterson          | 4. März 1833 bis 3. März 1837      | Demokrat              |
| William H. Hunter          | 4. März 1837 bis 3. März 1839      | Demokrat              |
| George Sweeny              | 4. März 1839 bis 3. März 1843      | Demokrat              |
| Alexander Harper           | 4. März 1843 bis 3. März 1847      | Whig                  |
| Nathan Evans               | 4. März 1847 bis 3. März 1851      | Whig                  |
| Alexander Harper           | 4. März 1851 bis 3. März 1853      | Whig                  |
| Harvey Hull Johnson        | 4. März 1853 bis 3. März 1855      | Demokrat              |
| Philemon Bliss             | 4. März 1855 bis 3. März 1859      | Opposition Party      |
| Cyrus Spink                | 4. März 1859 bis 31. Mai 1859      | Republikaner          |
| Harrison Gray Otis Blake   | 11. Oktober 1859 bis 3. März 1863  | Republikaner          |
| George Bliss               | 4. März 1863 bis 3. März 1865      | Demokrat              |
| Martin Welker              | 4. März 1865 bis 3. März 1871      | Republikaner          |
| James Monroe               | 4. März 1871 bis 3. März 1873      | Republikaner          |
| John Berry                 | 4. März 1873 bis 3. März 1875      | Demokrat              |
| Jacob Pitzer Cowan         | 4. März 1875 bis 3. März 1877      | Demokrat              |
| Ebenezer Byron Finley      | 4. März 1877 bis 3. März 1879      | Demokrat              |
| Gibson Atherton            | 4. März 1879 bis 3. März 1881      | Demokrat              |
| George Washington Geddes   | 4. März 1881 bis 3. März 1885      | Demokrat              |
| Charles Henry Grosvenor    | 4. März 1885 bis 3. März 1887      | Republikaner          |
| Charles Preston Wickham    | 4. März 1887 bis 3. März 1891      | Republikaner          |
| James W. Owens             | 4. März 1891 bis 3. März 1893      | Demokrat              |
| Michael Daniel Harter      | 4. März 1893 bis 3. März 1895      | Demokrat              |
| Winfield Scott Kerr        | 4. März 1895 bis 3. März 1901      | Republikaner          |
| William Woodburn Skiles    | 4. März 1901 bis 9. Januar 1904    | Republikaner          |
| Amos Richard Webber        | 8. November 1904 bis 3. März 1907  | Republikaner          |
| Jay Ford Laning            | 4. März 1907 bis 3. März 1909      | Republikaner          |
| William Graves Sharp       | 4. März 1909 bis 23. Juli 1914     | Demokrat              |
| Seward Henry Williams      | 4. März 1915 bis 3. März 1917      | Republikaner          |
| Ellsworth Raymond Bathrick | 4. März 1917 bis 23. Dezember 1917 | Demokrat              |
| Martin Luther Davey        | 5. November 1918 bis 3. März 1921  | Demokrat              |
| Charles Landon Knight      | 4. März 1921 bis 3. März 1923      | Republikaner          |
| Martin Luther Davey        | 4. März 1923 bis 3. März 1929      | Demokrat              |
| Francis Seiberling         | 4. März 1929 bis 3. März 1933      | Republikaner          |
| Dow Watters Harter         | 4. März 1933 bis 3. Januar 1943    | Demokrat              |
| Edmund Rowe                | 3. Januar 1943 bis 3. Januar 1945  | Republikaner          |
| Walter B. Huber            | 3. Januar 1945 bis 3. Januar 1951  | Demokrat              |
| William Hanes Ayres        | 3. Januar 1951 bis 3. Januar 1971  | Republikaner          |
| John Frederick Seiberling  | 3. Januar 1971 bis 3. Januar 1987  | Demokrat              |
| Thomas Charles Sawyer      | 3. Januar 1987 bis 3. Januar 2003  | Demokrat              |
| Steven C. LaTourette       | 3. Januar 2003 bis 3. Januar 2013  | Republikaner          |
| David Patrick Joyce        | 3. Januar 2013 –                   | Republikaner          |

## 15. Sitz (seit 1833)

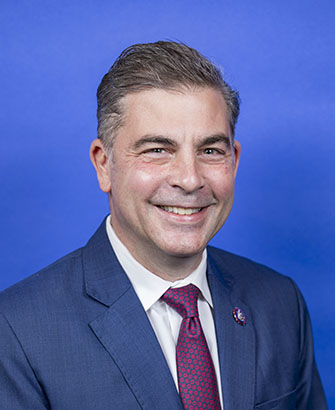
Mike Carey, derzeitiger Vertreter des 15. Kongresswahlbezirks von Ohio

| Name                        | Amtszeit                              | Partei             |
| --------------------------- | ------------------------------------- | ------------------ |
| Jonathan Sloane             | 4. März 1833 bis 3. März 1837         | Anti-Masonic Party |
| John William Allen          | 4. März 1837 bis 3. März 1841         | Whig               |
| Sherlock James Andrews      | 4. März 1841 bis 3. März 1843         | Whig               |
| Joseph Morris               | 4. März 1843 bis 3. März 1847         | Demokrat           |
| William Kennon Jr.          | 4. März 1847 bis 3. März 1849         | Demokrat           |
| William Forrest Hunter      | 4. März 1849 bis 3. März 1853         | Whig               |
| William Robinson Sapp       | 4. März 1853 bis 3. März 1857         | Whig               |
| Joseph Burns                | 4. März 1857 bis 3. März 1859         | Demokrat           |
| William Helmick             | 4. März 1859 bis 3. März 1861         | Republikaner       |
| Robert Hunter Nugen         | 4. März 1861 bis 3. März 1863         | Demokrat           |
| James Remley Morris         | 4. März 1863 bis 3. März 1865         | Demokrat           |
| Tobias Avery Plants         | 4. März 1865 bis 3. März 1869         | Republikaner       |
| Eliakim Hastings Moore      | 4. März 1869 bis 3. März 1871         | Republikaner       |
| William Peter Sprague       | 4. März 1871 bis 3. März 1875         | Republikaner       |
| Nelson Holmes Van Vorhes    | 4. März 1875 bis 3. März 1879         | Republikaner       |
| George Washington Geddes    | 4. März 1879 bis 3. März 1881         | Demokrat           |
| Rufus Robinson Dawes        | 4. März 1881 bis 3. März 1883         | Republikaner       |
| Adoniram Judson Warner      | 4. März 1883 bis 3. März 1885         | Demokrat           |
| Beriah Wilkins              | 4. März 1885 bis 3. März 1887         | Demokrat           |
| Charles Henry Grosvenor     | 4. März 1887 bis 3. März 1891         | Republikaner       |
| Michael Daniel Harter       | 4. März 1891 bis 3. März 1893         | Demokrat           |
| Henry Clay Van Voorhis      | 4. März 1893 bis 3. März 1905         | Republikaner       |
| Beman Gates Dawes           | 4. März 1905 bis 3. März 1909         | Republikaner       |
| James Joyce                 | 4. März 1909 bis 3. März 1911         | Republikaner       |
| George White                | 4. März 1911 bis 3. März 1915         | Demokrat           |
| William Crittenden Mooney   | 4. März 1915 bis 3. März 1917         | Republikaner       |
| George White                | 4. März 1917 bis 3. März 1919         | Demokrat           |
| Charles Ellis Moore         | 4. März 1919 bis 3. März 1933         | Republikaner       |
| Robert Thompson Secrest     | 4. März 1933 bis 3. August 1942       | Demokrat           |
| Percy Wilfred Griffiths     | 3. Januar 1943 bis 3. Januar 1949     | Republikaner       |
| Robert Thompson Secrest     | 3. Januar 1949 bis 26. September 1954 | Demokrat           |
| John Earl Henderson         | 3. Januar 1955 bis 3. Januar 1961     | Republikaner       |
| Tom Van Horn Moorehead      | 3. Januar 1961 bis 3. Januar 1963     | Republikaner       |
| Robert Thompson Secrest     | 3. Januar 1963 bis 30. Dezember 1966  | Demokrat           |
| Chalmers Pangburn Wylie     | 3. Januar 1967 bis 3. Januar 1993     | Republikaner       |
| Deborah D. Pryce            | 3. Januar 1993 bis 3. Januar 2009     | Republikaner       |
| Mary Jo Kilroy              | 3. Januar 2009 bis 3. Januar 2011     | Demokrat           |
| Steve Stivers               | 3. Januar 2011 – 16. Mai 2021         | Republikaner       |
| vakant                      | 16. Mai 2021 – 4. November 2021       |                    |
| Michael Todd Whitaker Carey | seit 4. November 2021                 | Republikaner       |

## 16. Sitz (1833–2023)
| Name                        | Amtszeit                              | Partei             |
| --------------------------- | ------------------------------------- | ------------------ |
| Elisha Whittlesey           | 4. März 1833 bis 9. Juli 1838         | Anti-Masonic Party |
| Joshua Reed Giddings        | 3. Dezember 1838 bis 3. März 1843     | Whig               |
| James Mathews               | 4. März 1843 bis 3. März 1845         | Demokrat           |
| John D. Cummins             | 4. März 1845 bis 3. März 1849         | Demokrat           |
| Moses Hoagland              | 4. März 1849 bis 3. März 1851         | Demokrat           |
| John Johnson                | 4. März 1851 bis 3. März 1853         | Unabhängiger       |
| Edward Ball                 | 4. März 1853 bis 3. März 1857         | Whig               |
| Cydnor Bailey Tompkins      | 4. März 1857 bis 3. März 1861         | Republikaner       |
| William Parker Cutler       | 4. März 1861 bis 3. März 1863         | Republikaner       |
| Joseph Worthington White    | 4. März 1863 bis 3. März 1865         | Demokrat           |
| John Armor Bingham          | 4. März 1865 bis 3. März 1873         | Republikaner       |
| Lorenzo Danford             | 4. März 1873 bis 3. März 1879         | Republikaner       |
| William McKinley            | 4. März 1879 bis 3. März 1881         | Republikaner       |
| Jonathan Taylor Updegraff   | 4. März 1881 bis 30. November 1882    | Republikaner       |
| Joseph Danner Taylor        | 2. Januar 1883 bis 3. März 1883       | Republikaner       |
| Beriah Wilkins              | 4. März 1883 bis 3. März 1885         | Demokrat           |
| George Washington Geddes    | 4. März 1885 bis 3. März 1887         | Demokrat           |
| Beriah Wilkins              | 4. März 1887 bis 3. März 1889         | Demokrat           |
| James W. Owens              | 4. März 1889 bis 3. März 1891         | Demokrat           |
| John George Warwick         | 4. März 1891 bis 14. August 1892      | Demokrat           |
| Lewis Philip Ohliger        | 5. Dezember 1892 bis 3. März 1893     | Demokrat           |
| Albert Jackson Pearson      | 4. März 1893 bis 3. März 1895         | Demokrat           |
| Lorenzo Danford             | 4. März 1895 bis 19. Juni 1899        | Republikaner       |
| Joseph John Gill            | 4. Dezember 1899 bis 31. Oktober 1903 | Republikaner       |
| Capell Lane Weems           | 3. November 1903 bis 3. März 1909     | Republikaner       |
| David Adams Hollingsworth   | 4. März 1909 bis 3. März 1911         | Republikaner       |
| William Bates Francis       | 4. März 1911 bis 3. März 1915         | Demokrat           |
| Roscoe Conkling McCulloch   | 4. März 1915 bis 3. März 1921         | Republikaner       |
| Joseph Hendrix Himes        | 4. März 1921 bis 3. März 1923         | Republikaner       |
| John McSweeney              | 4. März 1923 bis 3. März 1929         | Demokrat           |
| Charles Blaine McClintock   | 4. März 1929 bis 3. März 1933         | Republikaner       |
| William Richard Thom        | 4. März 1933 bis 3. Januar 1939       | Demokrat           |
| James Seccombe              | 3. Januar 1939 bis 3. Januar 1941     | Republikaner       |
| William Richard Thom        | 3. Januar 1941 bis 3. Januar 1943     | Demokrat           |
| Henderson Haverfield Carson | 3. Januar 1943 bis 3. Januar 1945     | Republikaner       |
| William Richard Thom        | 3. Januar 1945 bis 3. Januar 1947     | Demokrat           |
| Henderson Haverfield Carson | 3. Januar 1947 bis 3. Januar 1949     | Republikaner       |
| John McSweeney              | 3. Januar 1949 bis 3. Januar 1951     | Demokrat           |
| Frank Townsend Bow          | 3. Januar 1951 bis 13. November 1972  | Republikaner       |
| Ralph Straus Regula         | 3. Januar 1973 bis 3. Januar 2009     | Republikaner       |
| John Boccieri               | 3. Januar 2009 bis 3. Januar 2011     | Demokrat           |
| James B. Renacci            | 3. Januar 2011 – 3. Januar 2019       | Republikaner       |
| Anthony E. Gonzalez         | 3. Januar 2019 – 3. Januar 2023       | Republikaner       |

## 17. Sitz (1833–2013)
| Name                            | Amtszeit                             | Partei           |
| ------------------------------- | ------------------------------------ | ---------------- |
| John Thomson                    | 4. März 1833 bis 3. März 1837        | Demokrat         |
| Andrew Williams Loomis          | 4. März 1837 bis 20. Oktober 1837    | Whig             |
| Charles Dustin Coffin           | 20. Dezember 1837 bis 3. März 1839   | Whig             |
| John Hastings                   | 4. März 1839 bis 3. März 1843        | Demokrat         |
| William Cochran McCauslen       | 4. März 1843 bis 3. März 1845        | Demokrat         |
| George Fries                    | 4. März 1845 bis 3. März 1849        | Demokrat         |
| Joseph Cable                    | 4. März 1849 bis 3. März 1853        | Demokrat         |
| Wilson Shannon                  | 4. März 1853 bis 3. März 1855        | Demokrat         |
| Charles Jefferson Albright      | 4. März 1855 bis 3. März 1857        | Opposition Party |
| William Lawrence I              | 4. März 1857 bis 3. März 1859        | Demokrat         |
| Thomas Clarke Theaker           | 4. März 1859 bis 3. März 1861        | Republikaner     |
| James Remley Morris             | 4. März 1861 bis 3. März 1863        | Demokrat         |
| Ephraim Ralph Eckley            | 4. März 1863 bis 3. März 1869        | Republikaner     |
| Jacob A. Ambler                 | 4. März 1869 bis 3. März 1873        | Republikaner     |
| Laurin Dewey Woodworth          | 4. März 1873 bis 3. März 1877        | Republikaner     |
| William McKinley                | 4. März 1877 bis 3. März 1879        | Republikaner     |
| James Monroe                    | 4. März 1879 bis 3. März 1881        | Republikaner     |
| William McKinley                | 4. März 1881 bis 3. März 1883        | Republikaner     |
| Joseph Danner Taylor            | 4. März 1883 bis 3. März 1885        | Republikaner     |
| Adoniram Judson Warner          | 4. März 1885 bis 3. März 1887        | Demokrat         |
| Joseph Danner Taylor            | 4. März 1887 bis 3. März 1891        | Republikaner     |
| Albert Jackson Pearson          | 4. März 1891 bis 3. März 1893        | Demokrat         |
| James Alexander Dudley Richards | 4. März 1893 bis 3. März 1895        | Demokrat         |
| Addison S. McClure              | 4. März 1895 bis 3. März 1897        | Republikaner     |
| John Anderson McDowell          | 4. März 1897 bis 3. März 1901        | Demokrat         |
| John Wilson Cassingham          | 4. März 1901 bis 3. März 1905        | Demokrat         |
| Martin Luther Smyser            | 4. März 1905 bis 3. März 1907        | Republikaner     |
| William Albert Ashbrook         | 4. März 1907 bis 3. März 1921        | Demokrat         |
| William Mitchell Morgan         | 4. März 1921 bis 3. März 1931        | Republikaner     |
| Charles Franklin West           | 4. März 1931 bis 3. Januar 1935      | Demokrat         |
| William Albert Ashbrook         | 3. Januar 1935 bis 1. Januar 1940    | Demokrat         |
| J. Harry McGregor               | 27. Februar 1940 bis 7. Oktober 1958 | Republikaner     |
| Robert Woodrow Levering         | 3. Januar 1959 bis 3. Januar 1961    | Demokrat         |
| John Milan Ashbrook             | 3. Januar 1961 bis 24. April 1982    | Republikaner     |
| Jean Spencer Ashbrook           | 29. Juni 1982 bis 3. Januar 1983     | Republikaner     |
| Lyle Williams                   | 3. Januar 1983 bis 3. Januar 1985    | Republikaner     |
| James Anthony Traficant         | 3. Januar 1985 bis 24. Juli 2002     | Demokrat         |
| Timothy J. Ryan                 | 3. Januar 2003 bis 3. Januar 2013    | Demokrat         |

## 18. Sitz (1833–2013)
| Name                      | Amtszeit                             | Partei           |
| ------------------------- | ------------------------------------ | ---------------- |
| Benjamin Jones            | 4. März 1833 bis 3. März 1837        | Demokrat         |
| Matthias Shepler          | 4. März 1837 bis 3. März 1839        | Demokrat         |
| David Austin Starkweather | 4. März 1839 bis 3. März 1841        | Demokrat         |
| Ezra Dean                 | 4. März 1841 bis 3. März 1845        | Demokrat         |
| David Austin Starkweather | 4. März 1845 bis 3. März 1847        | Demokrat         |
| Samuel Lahm               | 4. März 1847 bis 3. März 1849        | Demokrat         |
| David Kellogg Cartter     | 4. März 1849 bis 3. März 1853        | Demokrat         |
| George Bliss              | 4. März 1853 bis 3. März 1855        | Demokrat         |
| Benjamin Franklin Leiter  | 4. März 1855 bis 3. März 1859        | Opposition Party |
| Sidney Edgerton           | 4. März 1859 bis 3. März 1863        | Republikaner     |
| Rufus Paine Spalding      | 4. März 1863 bis 3. März 1869        | Republikaner     |
| William Hanford Upson     | 4. März 1869 bis 3. März 1873        | Republikaner     |
| James Monroe              | 4. März 1873 bis 3. März 1879        | Republikaner     |
| Jonathan Taylor Updegraff | 4. März 1879 bis 3. März 1881        | Republikaner     |
| Addison S. McClure        | 4. März 1881 bis 3. März 1883        | Republikaner     |
| William McKinley          | 4. März 1883 bis 27. Mai 1884        | Republikaner     |
| Jonathan Hasson Wallace   | 27. Mai 1884 bis 3. März 1885        | Demokrat         |
| Isaac Hamilton Taylor     | 4. März 1885 bis 3. März 1887        | Republikaner     |
| William McKinley          | 4. März 1887 bis 3. März 1891        | Republikaner     |
| Joseph Danner Taylor      | 4. März 1891 bis 3. März 1893        | Republikaner     |
| George Pierce Ikirt       | 4. März 1893 bis 3. März 1895        | Demokrat         |
| Robert Walker Tayler      | 4. März 1895 bis 3. März 1903        | Republikaner     |
| James Kennedy             | 4. März 1903 bis 3. März 1911        | Republikaner     |
| John Jefferson Whitacre   | 4. März 1911 bis 3. März 1915        | Demokrat         |
| David Adams Hollingsworth | 4. März 1915 bis 3. März 1919        | Republikaner     |
| Benjamin Franklin Murphy  | 4. März 1919 bis 3. März 1933        | Republikaner     |
| Lawrence E. Imhoff        | 4. März 1933 bis 3. Januar 1939      | Demokrat         |
| Earl Ramage Lewis         | 3. Januar 1939 bis 3. Januar 1941    | Republikaner     |
| Lawrence E. Imhoff        | 3. Januar 1941 bis 3. Januar 1943    | Demokrat         |
| Earl Ramage Lewis         | 3. Januar 1943 bis 3. Januar 1949    | Republikaner     |
| Wayne Levere Hays         | 3. Januar 1949 bis 1. September 1976 | Demokrat         |
| Douglas Earl Applegate    | 3. Januar 1977 bis 3. Januar 1995    | Demokrat         |
| Robert William Ney        | 3. Januar 1995 bis 3. November 2006  | Republikaner     |
| Zachary T. Space          | 3. Januar 2007 bis 3. Januar 2011    | Demokrat         |
| Bob Gibbs                 | 3. Januar 2011 bis 3. Januar 2013    | Republikaner     |

## 19. Sitz (1833–2003)
| Name                           | Amtszeit                            | Partei          |
| ------------------------------ | ----------------------------------- | --------------- |
| Humphrey Howe Leavitt          | 4. März 1833 bis 10. Juli 1834      | Demokrat        |
| Daniel Kilgore                 | 1. Dezember 1834 bis 4. Juli 1838   | Demokrat        |
| Henry Swearingen               | 3. Dezember 1838 bis 3. März 1841   | Demokrat        |
| Samuel Stokely                 | 4. März 1841 bis 3. März 1843       | Whig            |
| Daniel Rose Tilden             | 4. März 1843 bis 3. März 1847       | Whig            |
| John Crowell                   | 4. März 1847 bis 3. März 1851       | Whig            |
| Eben Newton                    | 4. März 1851 bis 3. März 1853       | Whig            |
| Edward Wade                    | 4. März 1853 bis 3. März 1861       | Free Soil Party |
| Albert Gallatin Riddle         | 4. März 1861 bis 3. März 1863       | Republikaner    |
| James Abram Garfield           | 4. März 1863 bis 4. November 1880   | Republikaner    |
| Ezra Booth Taylor              | 13. Dezember 1880 bis 3. März 1893  | Republikaner    |
| Stephen Asa Northway           | 4. März 1893 bis 8. September 1898  | Republikaner    |
| Charles William Frederick Dick | 8. November 1898 bis 23. März 1904  | Republikaner    |
| William Aubrey Thomas          | 8. November 1904 bis 3. März 1911   | Republikaner    |
| Ellsworth Raymond Bathrick     | 4. März 1911 bis 3. März 1915       | Demokrat        |
| John Gordon Cooper             | 4. März 1915 bis 3. Januar 1937     | Republikaner    |
| Michael Joseph Kirwan          | 3. Januar 1937 bis 27. Juli 1970    | Demokrat        |
| Charles Joseph Carney          | 3. November 1970 bis 3. Januar 1979 | Demokrat        |
| Lyle Williams                  | 3. Januar 1979 bis 3. Januar 1983   | Republikaner    |
| Edward Farrell Feighan         | 3. Januar 1983 bis 3. Januar 1993   | Demokrat        |
| Eric David Fingerhut           | 3. Januar 1993 bis 3. Januar 1995   | Demokrat        |
| Steven C. LaTourette           | 3. Januar 1995 bis 3. Januar 2003   | Republikaner    |

## 20. Sitz (1843–1863/1873–1993)
| Name                     | Amtszeit                            | Partei       |
| ------------------------ | ----------------------------------- | ------------ |
| Joshua Reed Giddings     | 4. März 1843 bis 3. März 1859       | Whig         |
| John Hutchins            | 4. März 1859 bis 3. März 1863       | Republikaner |
| Richard Chappel Parsons  | 4. März 1873 bis 3. März 1875       | Republikaner |
| Henry B. Payne           | 4. März 1875 bis 3. März 1877       | Demokrat     |
| Amos Townsend            | 4. März 1877 bis 3. März 1883       | Republikaner |
| David Raymond Paige      | 4. März 1883 bis 3. März 1885       | Demokrat     |
| William McKinley         | 4. März 1885 bis 3. März 1887       | Republikaner |
| George Washington Crouse | 4. März 1887 bis 3. März 1889       | Republikaner |
| Martin Luther Smyser     | 4. März 1889 bis 3. März 1891       | Republikaner |
| Vincent Albert Taylor    | 4. März 1891 bis 3. März 1893       | Republikaner |
| William John White       | 4. März 1893 bis 3. März 1895       | Republikaner |
| Clifton Bailey Beach     | 4. März 1895 bis 3. März 1899       | Republikaner |
| Fremont Orestes Phillips | 4. März 1899 bis 3. März 1901       | Republikaner |
| Jacob Atlee Beidler      | 4. März 1901 bis 3. März 1907       | Republikaner |
| Leonard Paul Howland     | 4. März 1907 bis 3. März 1913       | Republikaner |
| William Gordon           | 4. März 1913 bis 3. März 1919       | Demokrat     |
| Charles Anthony Mooney   | 4. März 1919 bis 3. März 1921       | Demokrat     |
| Miner Gibbs Norton       | 4. März 1921 bis 3. März 1923       | Republikaner |
| Charles Anthony Mooney   | 3. Januar 1923 bis 29. Mai 1931     | Demokrat     |
| Martin Leonard Sweeney   | 3. November 1931 bis 3. Januar 1943 | Demokrat     |
| Michael Aloysius Feighan | 3. Januar 1943 bis 3. Januar 1971   | Demokrat     |
| James Vincent Stanton    | 3. Januar 1971 bis 3. Januar 1977   | Demokrat     |
| Mary Rose Oakar          | 3. Januar 1977 bis 3. Januar 1993   | Demokrat     |

## 21. Sitz (1843–1863/1883–1993)
| Name                     | Amtszeit                          | Partei           |
| ------------------------ | --------------------------------- | ---------------- |
| Henry Roelif Brinkerhoff | 4. März 1843 bis 30. April 1844   | Demokrat         |
| Edward Stowe Hamlin      | 8. Oktober 1844 bis 3. März 1845  | Whig             |
| Joseph Mosley Root       | 4. März 1845 bis 3. März 1851     | Whig             |
| Norton Strange Townshend | 4. März 1851 bis 3. März 1853     | Demokrat         |
| Andrew Stuart            | 4. März 1853 bis 3. März 1855     | Demokrat         |
| John Armor Bingham       | 4. März 1855 bis 3. März 1863     | Opposition Party |
| Martin Ambrose Foran     | 4. März 1883 bis 3. März 1889     | Demokrat         |
| Theodore Elijah Burton   | 4. März 1889 bis 3. März 1891     | Republikaner     |
| Tom Loftin Johnson       | 4. März 1891 bis 3. März 1895     | Demokrat         |
| Theodore Elijah Burton   | 4. März 1895 bis 3. März 1909     | Republikaner     |
| James Henry Cassidy      | 20. April 1909 bis 3. März 1911   | Republikaner     |
| Robert Johns Bulkley     | 4. März 1911 bis 3. März 1915     | Demokrat         |
| Robert Crosser           | 4. März 1915 bis 3. März 1919     | Demokrat         |
| John Joseph Babka        | 4. März 1919 bis 3. März 1921     | Demokrat         |
| Harry Conrad Gahn        | 4. März 1921 bis 3. März 1923     | Republikaner     |
| Robert Crosser           | 4. März 1923 bis 3. Januar 1955   | Demokrat         |
| Charles Albert Vanik     | 3. Januar 1955 bis 3. Januar 1969 | Demokrat         |
| Louis Stokes             | 3. Januar 1969 bis 3. Januar 1993 | Demokrat         |

## 22. Sitz (1913–1983)
| Name                   | Amtszeit                            | Partei       |
| ---------------------- | ----------------------------------- | ------------ |
| Robert Crosser         | 4. März 1913 bis 3. März 1915       | Demokrat     |
| Henry Ivory Emerson    | 4. März 1915 bis 3. März 1921       | Republikaner |
| Theodore Elijah Burton | 4. März 1921 bis 15. Dezember 1928  | Republikaner |
| Chester Castle Bolton  | 4. März 1929 bis 3. Januar 1937     | Republikaner |
| Anthony Alfred Fleger  | 3. Januar 1937 bis 3. Januar 1939   | Demokrat     |
| Chester Castle Bolton  | 3. Januar 1939 bis 29. Oktober 1939 | Republikaner |
| Frances Payne Bolton   | 27. Februar 1940 bis 3. Januar 1969 | Republikaner |
| Charles Albert Vanik   | 3. Januar 1969 bis 3. März 1981     | Demokrat     |
| Dennis Edward Eckart   | 3. Januar 1981 bis 3. Januar 1983   | Demokrat     |

## 23. Sitz (1933–1983)
| Name                    | Amtszeit                             | Partei       |
| ----------------------- | ------------------------------------ | ------------ |
| Charles Vilas Truax     | 4. März 1933 bis 9. August 1935      | Demokrat     |
| Daniel Scofield Earhart | 3. November 1936 bis 3. Januar 1937  | Demokrat     |
| John McSweeney          | 3. Januar 1937 bis 3. Januar 1939    | Demokrat     |
| George Harrison Bender  | 3. Januar 1939 bis 3. Januar 1949    | Republikaner |
| Stephen Marvin Young    | 3. Januar 1949 bis 3. Januar 1951    | Demokrat     |
| George Harrison Bender  | 3. Januar 1951 bis 15. Dezember 1954 | Republikaner |
| William Edwin Minshall  | 3. Januar 1955 bis 31. Dezember 1974 | Republikaner |
| Ronald Milton Mottl     | 3. Januar 1975 bis 3. Januar 1983    | Demokrat     |

## 24. Sitz (1933–1943/1963–1973)
| Name                     | Amtszeit                          | Partei       |
| ------------------------ | --------------------------------- | ------------ |
| Stephen Marvin Young     | 4. März 1933 bis 3. Januar 1937   | Demokrat     |
| Harold Gerard Mosier     | 3. Januar 1937 bis 3. Januar 1939 | Demokrat     |
| Lycurgus Luther Marshall | 3. Januar 1939 bis 3. Januar 1941 | Republikaner |
| Stephen Marvin Young     | 3. Januar 1941 bis 3. Januar 1943 | Demokrat     |
| Robert Taft Jr.          | 3. Januar 1963 bis 3. Januar 1965 | Republikaner |
| Robert E. Sweeney        | 3. Januar 1965 bis 3. Januar 1967 | Demokrat     |
| Donald Edgar Lukens      | 3. Januar 1967 bis 3. Januar 1971 | Republikaner |
| Walter Eugene Powell     | 3. Januar 1971 bis 3. Januar 1973 | Republikaner |